# Ciriaco d'Ancona
Ciriaco Pizzecolli, o de' Pizzicolli, noto come Ciriaco d'Ancona (Ancona, 31 luglio 1391 – Cremona, 1452), è stato un archeologo, umanista, epigrafista e viaggiatore italiano.
Per la sua attività di ricerca di testimonianze storiche, realizzata in numerosi paesi del Mediterraneo, nell'intento di salvarle dall'oblio e dalla distruzione, i suoi contemporanei lo definivano pater antiquitatis ed è considerato oggi il padre dell'archeologia. Le sue stesse parole ne testimoniano la vocazione:
(Ciriaco d'Ancona, Itinerarium)
Oggi è perciò considerato internazionalmente il fondatore in senso generale dell'archeologia, mentre Winckelmann, con la pubblicazione della "Storia delle arti del disegno presso gli antichi", è considerato il fondatore dell'archeologia moderna.
Si deve a lui l'identificazione del Partenone e delle Piramidi, che riscoprì leggendo i testi classici: fu tra i primi a riconoscerne il valore nell'interpretazione dei monumenti archeologici.
Per quanto riguarda l'epigrafia greca e l'epigrafia latina, fu inoltre un vero pioniere; Giovanni Battista de Rossi, il noto archeologo ottocentesco, disse che l'attività di Ciriaco nel copiare le iscrizioni antiche era compiuta con un'accuratezza tale da essere il merito e la gloria imperituri sul capo di Ciriaco; Theodor Mommsen lo considerava il padre fondatore dell'epigrafia. Le sue trascrizioni sono ampiamente utilizzate nel Corpus Inscriptionum Latinarum.

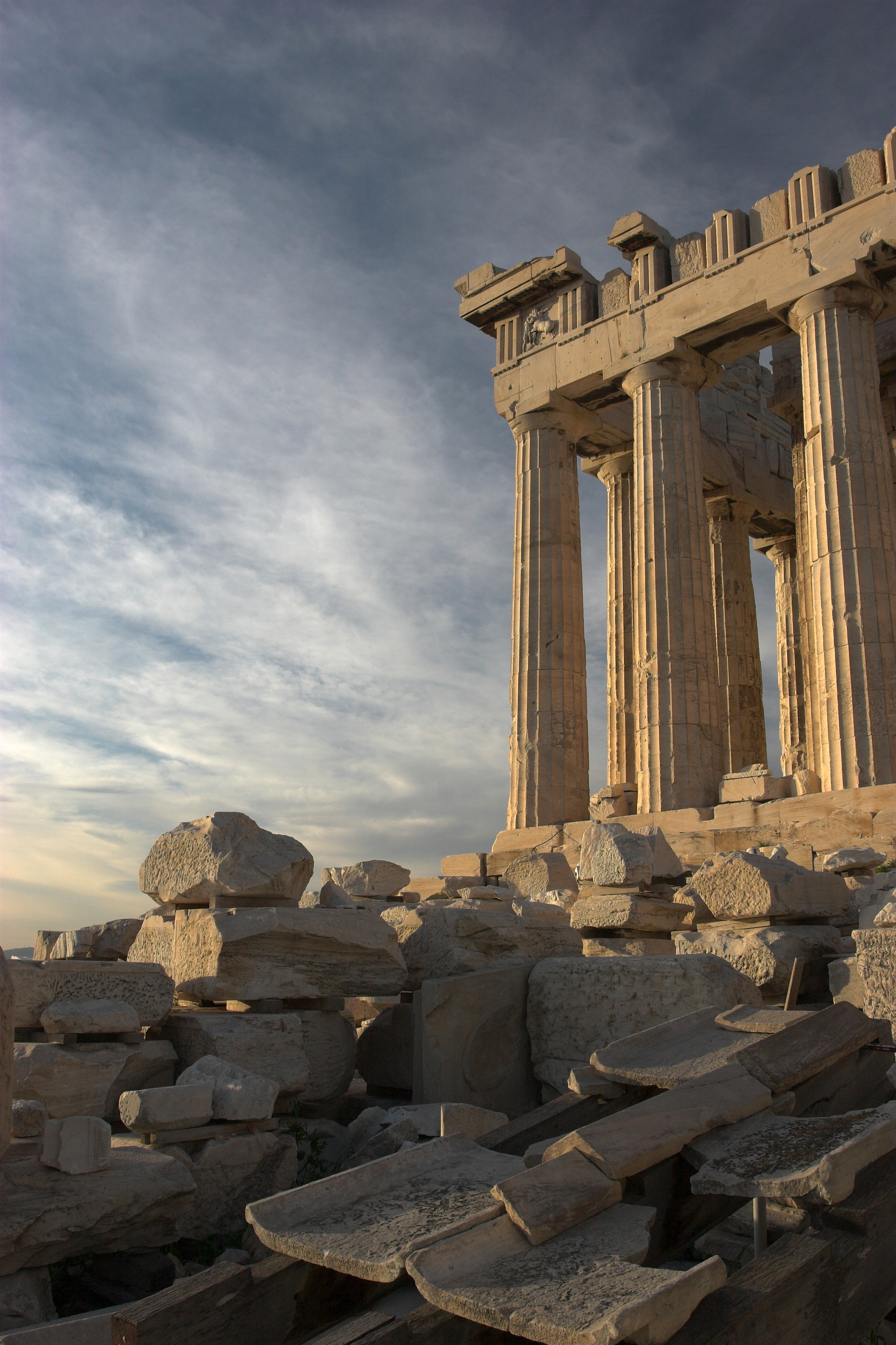
Ciriaco per primo identificò e riportò alla conoscenza della cultura europea il Partenone

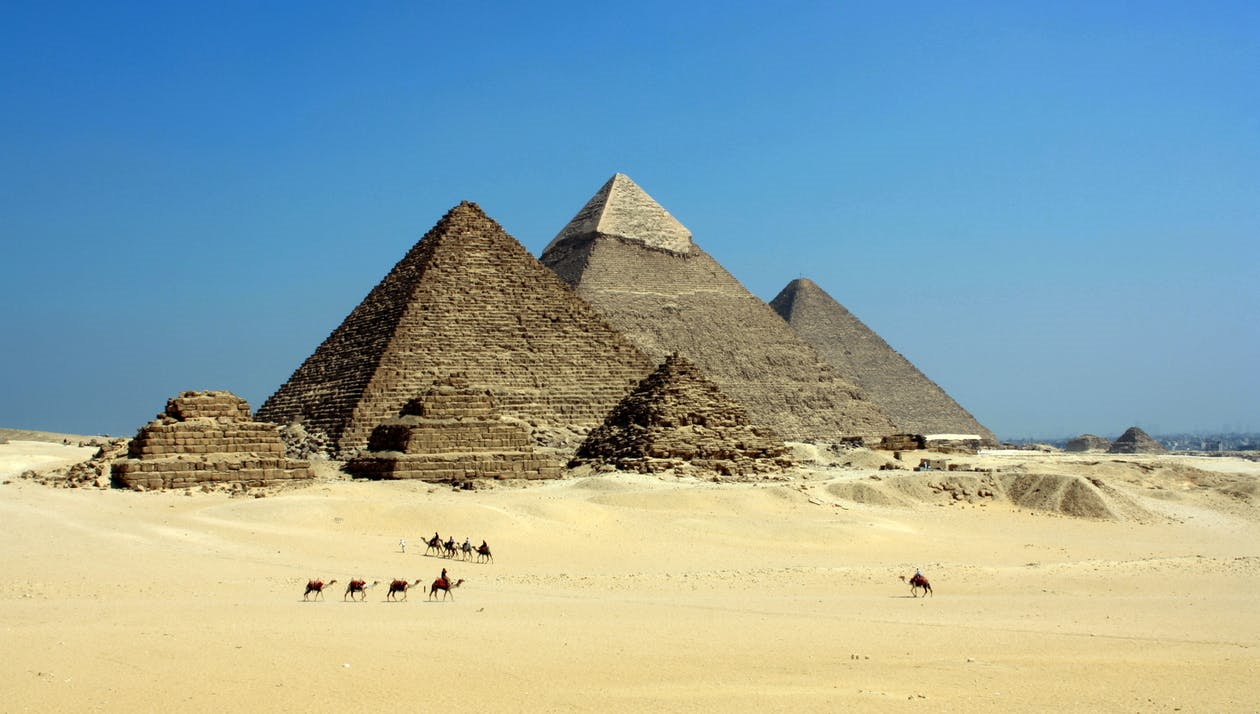
Le piramidi d'Egitto, identificate e riportate alla conoscenza della cultura europea da Ciriaco

Da rilevare anche il contributo fondamentale per il recupero della scrittura epigrafica romana, reso possibile grazie alla sua opera, che oltrepassa la mediazione della scrittura carolina: secondo Ciriaco, l'unico, vero carattere lapidario romano va ricercato solo nell'esame delle antiche epigrafi, senza ricorrere a mediazioni medievali.
In conclusione, Ciriaco può essere considerato il maggiore tra gli umanisti che svolsero attività di ricerca sull'antichità greca e romana e la sua opera epigrafica e archeologica rimase sostanzialmente insuperata fino alle soglie dell'Illuminismo, quando l'Impero ottomano cominciò a permettere il ritorno in Grecia e in Asia Minore di eruditi occidentali.

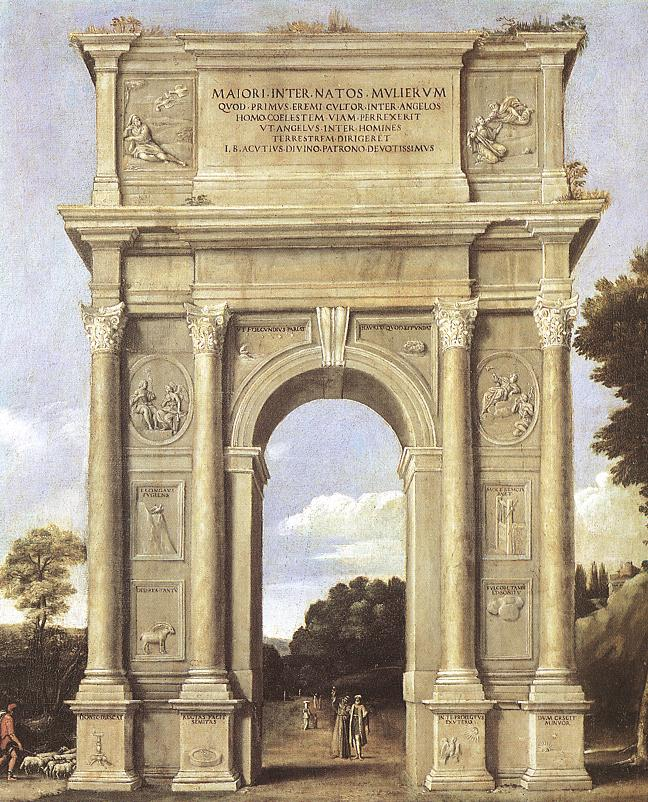
L'arco di Traiano di Ancona (dipinto del Domenichino), il primo monumento studiato da Ciriaco

## La vocazione
La sua vocazione viene fatta risalire al 1421, quando intorno all'arco di Traiano della sua città vennero montate delle impalcature, per poterlo restaurare. Si presentò così a Ciriaco, che aveva allora trent'anni, una straordinaria occasione per salire sui ponteggi e osservare il monumento da vicino; le armoniche proporzioni, la purezza del marmo proconnesio e le antiche iscrizioni costituirono per Ciriaco un'attrattiva irresistibile. Cercò di immaginare l'aspetto originario dell'arco e, in base alle iscrizioni su esso presenti, ipotizzò la presenza sull'attico delle statue in bronzo dorato di Traiano, di sua moglie Plotina e di sua sorella Marciana.

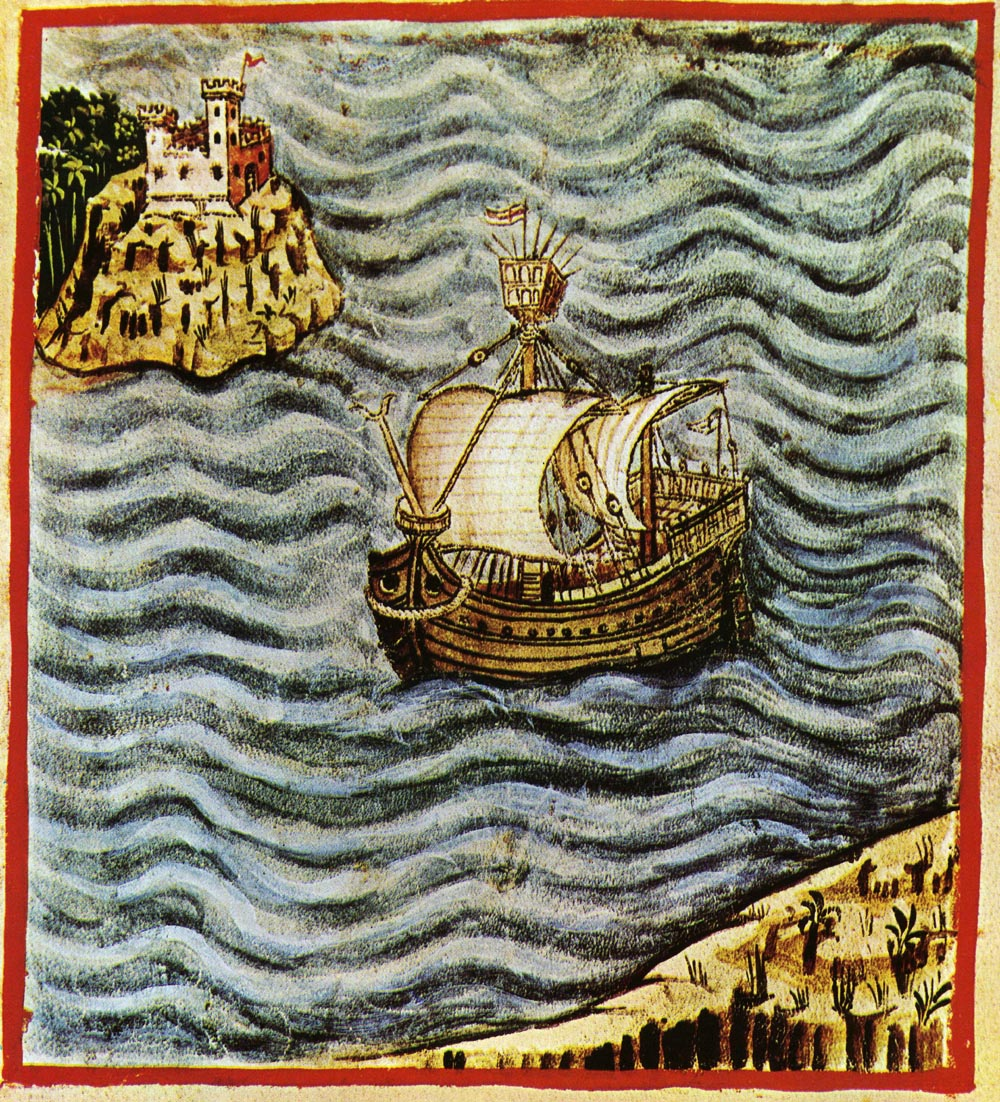
Nave del XIV secolo

Nacque in questo modo la sua vocazione per la ricerca delle testimonianze del passato: questo antico monumento gli sussurrava di un mondo lontano nel tempo che rischiava l'oblio e la distruzione. L'iscrizione dell'arco di Traiano di Ancona fu in effetti la prima iscrizione di una lunga serie che Ciriaco riportò nei suoi libri e la cui conoscenza poi si diffuse per tutta Europa. Forse, alla base di tutti i suoi viaggi vi era il desiderio di riprovare l'emozione vissuta nell'osservare il principale monumento antico della sua città.
Alla sua attività di navigatore e mercante, ben presto si affiancò così la ricerca infaticabile delle testimonianze del passato, tanto da essere chiamato il navigatore-archeologo. Numquam quiescit Kyriacus , ebbe a dire di lui il poeta Francesco Filelfo, per lo straordinario numero di viaggi che effettuò; il Filelfo è l'umanista con cui Ciriaco ha più identità di vedute e con cui c'è una vera amicizia, coltivata attraverso una fitta corrispondenza. In Leandro Alberti leggiamo invece:
(Leandro Alberti)
In un altro passo, l'Alberti scrisse che Ciriaco ...mortuos vivorum memoriae restituebat ("Restituiva i morti alla memoria dei vivi"). Sono frasi come queste, delle quali sono costellati gli scritti di Ciriaco, che permettono oggi di considerarlo un archeologo ante litteram (la parola archeologia non era ancora usata), anzi il precursore dell'archeologia.
Significativo è l'elogio all'archeologia che ci ha lasciato Ciriaco:
(Ciriaco D'Ancona)

## Biografia

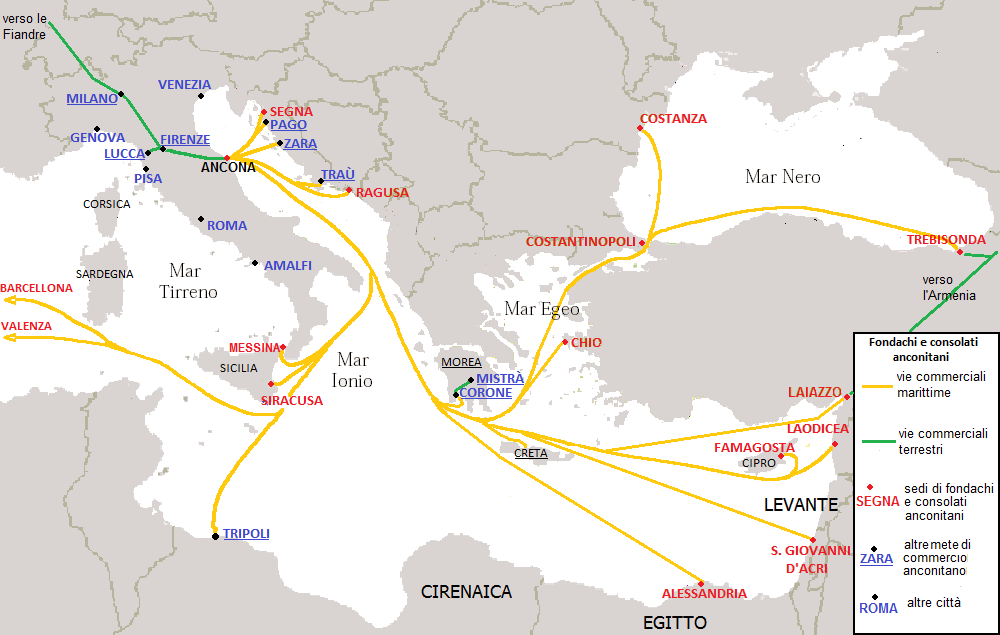
Le principali rotte anconitane e i fondachi della Repubblica di Ancona; tranne Tripoli, i porti spagnoli e quelli del Mar Nero, furono tutti frequentati da Ciriaco durante i suoi viaggi

### La formazione e la prima serie di viaggi
Ciriaco nacque ad Ancona da Masiella Selvatici e Filippo Pizzecolli quando questa repubblica marinara era al suo massimo splendore: era l'epoca in cui, ogni giorno, dal suo porto giungevano e partivano navi dai paesi del Mediterraneo orientale, tutti i nobili della città erano anche navigatori o imprenditori navali, e gran parte della popolazione era legata alle attività del porto. La repubblica marinara dorica, costretta in continuazione a difendersi dallo strapotere veneziano e dalle mire del papato e dell'impero, fu senz'altro il terreno ideale per uno spirito avventuroso e indipendente come quello di Ciriaco.
La sua famiglia era nobile e dedita alla navigazione e al commercio marittimo. Perse il padre Filippo all'età di sei anni: subito dopo la famiglia subì un tracollo economico a causa di tre naufragi e due incursioni di pirati. La madre Masiella, ridotta in povertà, accettò i lavori più umili pur di allevare Ciriaco e i suoi fratelli, Cincio e Nicolosa, e in modo da garantire a tutti un'istruzione.
All'età di nove anni suo nonno materno lo portò con sé in un viaggio commerciale, verso Venezia e Padova, il Sannio, la Campania, la Puglia, la Lucania e la Calabria. Le emozioni provate in quel viaggio fecero sorgere in lui il desiderio di vedere il mondo, come egli stesso lasciò scritto. Nel 1412, all'età di 21 anni, durante il primo viaggio che compì da solo, si imbarcò come scrivanello su una nave diretta ad Alessandria, terra dei Mamelucchi, dove era presente una colonia anconitana.
Tornato ad Ancona nel 1414, venticinquenne, vi si fermò per circa tre anni e si dedicò agli studi: frequentò la scuola di latino di Tommaso Seneca, basata sullo studio dell'Eneide, e approfondì la lettura della Divina Commedia, che nei suoi scritti mostra di conoscere approfonditamente.
Tra il 1417 al 1421 compì il suo secondo viaggio mediterraneo; a Costantinopoli fu accolto dal console anconitano Filippo Alfieri e studiò il greco antico, in un'epoca in cui gli europei occidentali che conoscevano questa lingua classica si contavano sulla punta delle dita. Perfezionò poi la conoscenza delle lingue e delle civiltà classiche acquistando e studiando rari codici dell'Odissea, dell'Iliade e delle tragedie greche. Si delinea sin da questi anni un suo modo particolare di aderire all'Umanesimo: non si formò nelle corti o nelle accademie, ma attraverso ricerche effettuate durante i suoi viaggi e grazie alla corrispondenza con amici umanisti.

### La seconda serie di viaggi

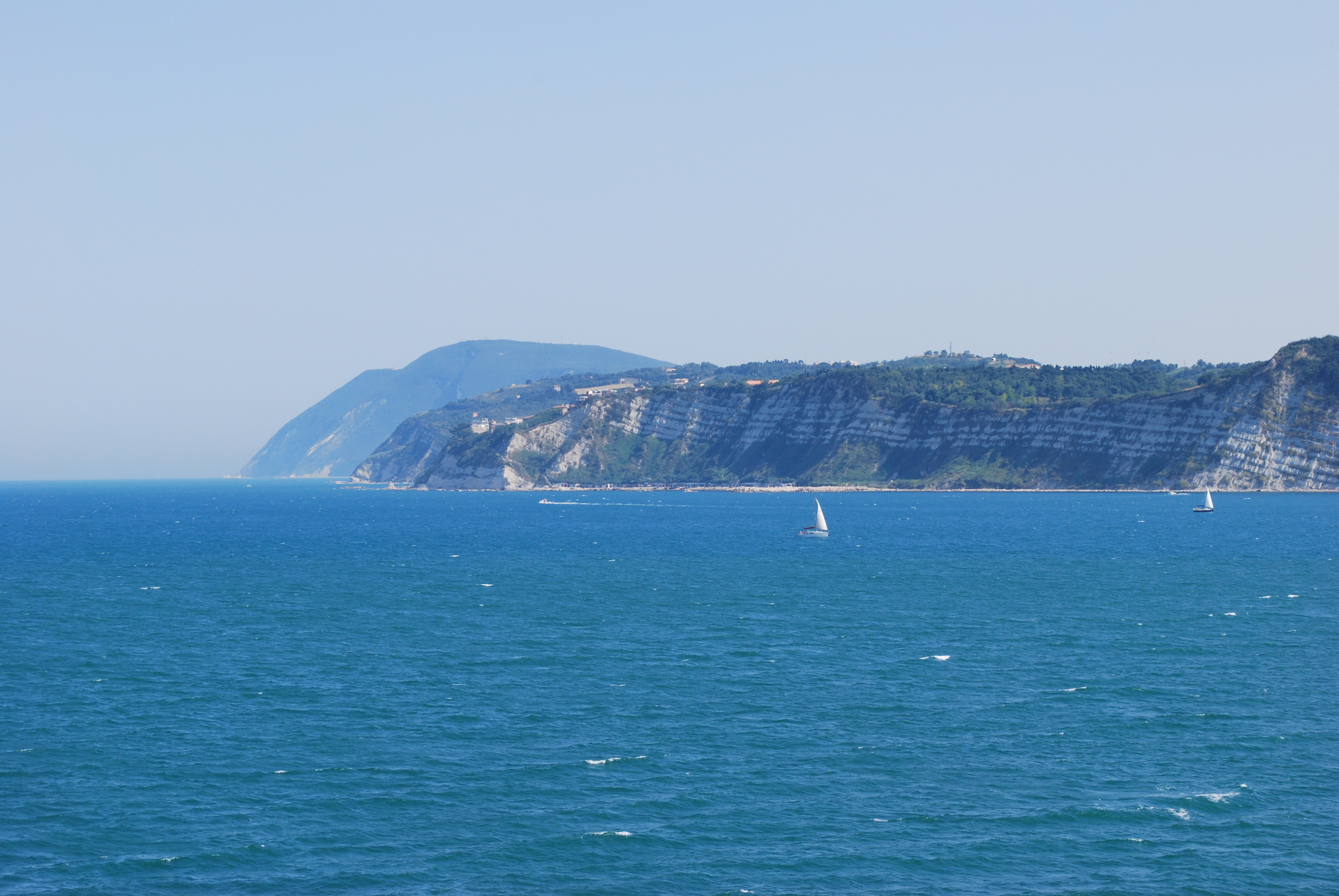
Il panorama che si vede non appena salpati dal porto di Ancona facendo rotta verso la Grecia

Nel 1423 partì per una nuova serie di viaggi, durante i quali dedicò sempre più tempo alla riscoperta dei monumenti greci e romani: l'attività commerciale era ormai soltanto un mezzo per proseguire le sue ricerche. Ecco dalle sue stesse parole descritto lo spirito con il quale ricercava le testimonianze dell'arte greca e romana:
(Ciriaco d'Ancona)
La sua passione per la classicità lo portò a dichiarare pubblicamente che riteneva Mercurio suo protettore. Ciò deriva da un fatto accaduto al principio di questa nuova serie di viaggi: durante un pernottamento a Fano, dove aveva studiato l'Arco di Augusto, Ciriaco ebbe un sogno rivelatore in cui si trovava al cospetto di Mercurio; il dio lo spinse a seguire la sua vocazione per la riscoperta del passato, senza temere contrasti con la fede cristiana. Sappiamo di questa specie di visione perché pochi giorni dopo ne scrisse in una lettera diretta all'amico concittadino Pietro di Liberio Bonarelli. Inoltre, all'indomani della sua partenza da Delo, Ciriaco compose una preghiera di ringraziamento a Mercurio per aver trovato in quell'isola ricche testimonianze della classicità.
Alcuni contemporanei si scandalizzarono di questo culto per un dio romano, ritenendolo un'eresia, e per scherno soprannominarono Ciriaco il "Nuovo Mercurio" e lo accusarono di paganesimo. In realtà, quando dichiarava Mercurio suo protettore, Ciriaco si ispirava a Dante, che nella Divina Commedia considera questo dio romano il simbolo degli spiriti attivi. 
Fino alla fine della sua vita continuò a viaggiare, ma Ancona restò sempre il porto nel quale tornare, e nel quale ogni volta rinasceva il desiderio di viaggiare ancora. Esplorò la Dalmazia, l'Epiro, la Morea (come veniva chiamato allora il Peloponneso), l'isola di Chio, le isole Cicladi, Rodi, Creta, Cipro, Monte Athos, la Tracia, Costantinopoli, l'Egitto, la Siria e il Libano, redigendo dettagliate descrizioni dei monumenti e corredandole con disegni di propria mano; ovunque si recasse, aveva l'occasione di incontrare concittadini, anche perché molti di questi luoghi ospitavano colonie e fondachi anconitani. È noto che durante le sue ricerche si faceva guidare dai testi di Strabone, Pausania ed Erodoto, i quali, tra l'altro, contribuì a diffondere, copiandone i codici scoperti durante i suoi viaggi.

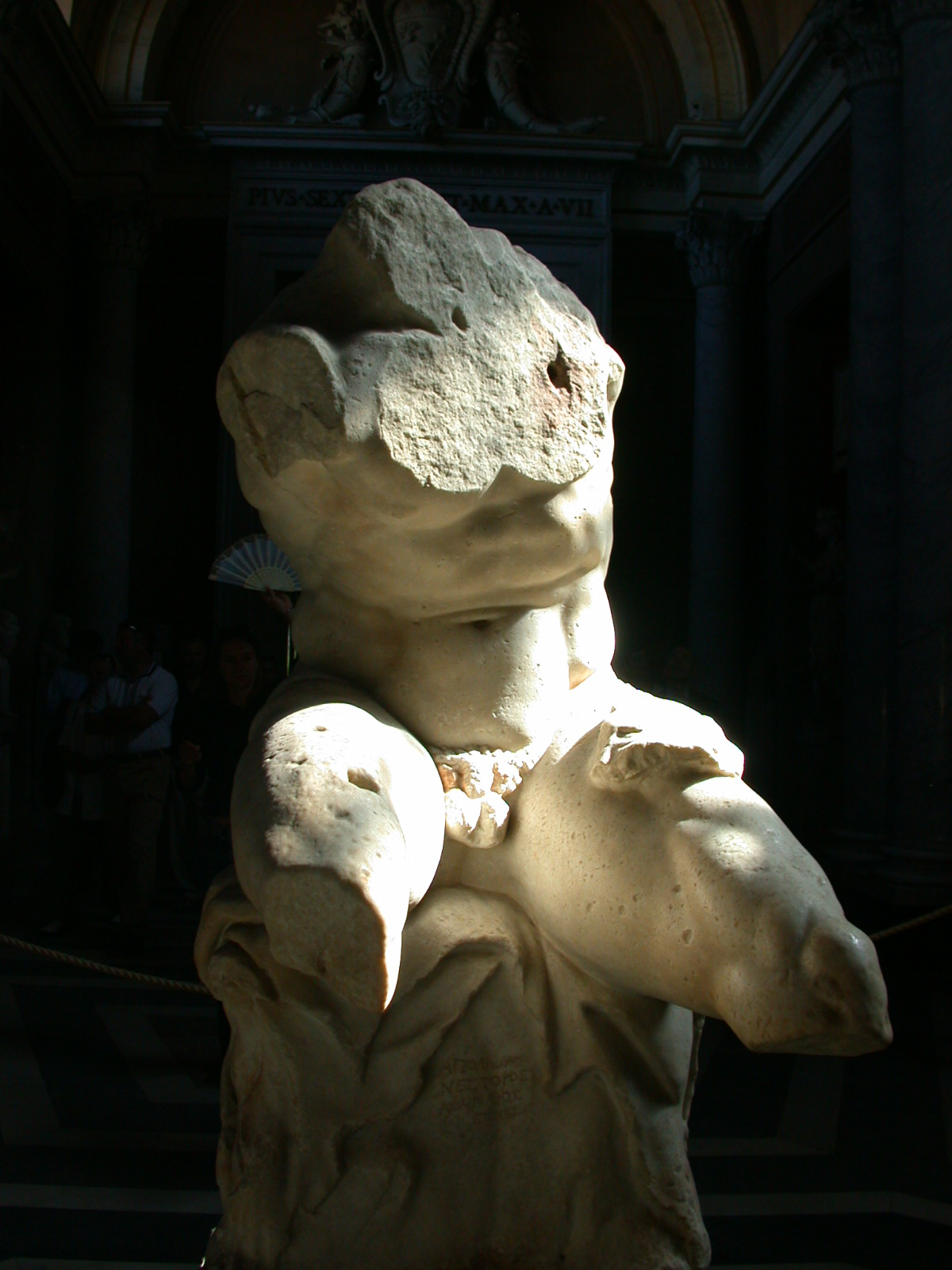
Il Torso del Belvedere, ammirato da Ciriaco durante il suo soggiorno a Roma nel palazzo del cardinale Prospero Colonna tra il 1432 e il 1435

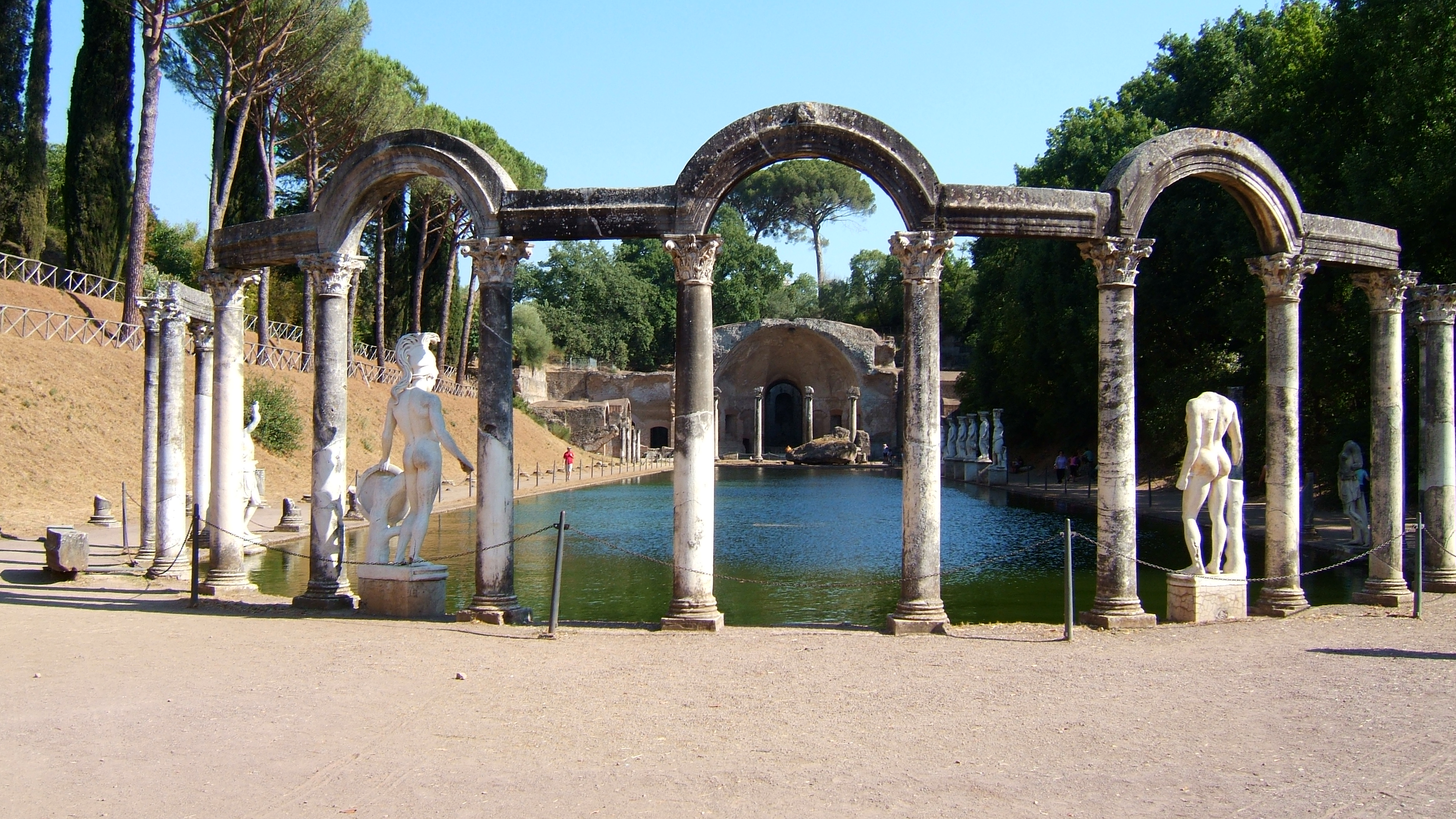
Villa Adriana, la residenza imperiale ritrovata da Ciriaco nel 1434

#### Roma
In questa seconda serie di viaggi si recò anche due volte a Roma: nel 1424 e nel 1431.
Nel 1424, Ciriaco era ospitato da Gabriele Condulmer, il futuro papa Eugenio IV, nella Basilica di San Lorenzo in Damaso; fu qui che, il 3 dicembre, iniziò la stesura dei Commentaria, opera fondamentale per la nascita dell'Archeologia. Il Condulmer gli aveva messo a disposizione un cavallo bianco, che Ciriaco utilizzò per esplorare le immense rovine dell'antica Roma.
Nel 1431, Ciriaco è ancora a Roma: l'imperatore Sigismondo si trovava nella città eterna per essere incoronato da papa Eugenio IV e Ciriaco faceva parte del suo seguito, allo scopo di sollecitare un suo intervento a difesa di Costantinopoli, minacciata dall'avanzata ottomana. Ciriaco, infatti, che aveva trascorso molto tempo nella capitale dell'Impero bizantino, aveva ammirato i monumenti e le opere d'arte dell'antichità che ancora costellavano la città e non poteva sopportare che tutto fosse distrutto nel caso di conquista da parte dei turchi ottomani, che ormai la minacciavano da vicino, dopo essersi impossessati di quasi tutto l'impero. Sperava quindi che l'imperatore Sigismondo potesse intervenire militarmente e scongiurare la caduta di Costantinopoli. Ciriaco, tra l'altro, ebbe l'occasione di accompagnare l'imperatore a conoscere i monumenti antichi di Roma, guidandolo attraverso una città costellata di rovine, pascoli e vigneti. Criticò aspramente l'usanza che avevano i romani del suo tempo di ottenere calcina utilizzando i marmi degli antichi monumenti. Il suo amore per le testimonianze che oggi noi chiamiamo "archeologiche", lo condusse, nel 1433, ad annotare amaramente:
(Itinerarium)
È significativo che non usi, per indicare gli abitanti della Roma a lui contemporanea, il nome, per lui quasi sacro, di Romani. 
Ciriaco fu il primo a citare il celebre Torso del Belvedere, che vide nel palazzo del cardinale Prospero Colonna tra il 1432 e il 1435 e a interpretare nel 1434 i resti di Villa Adriana come residenza imperiale. 

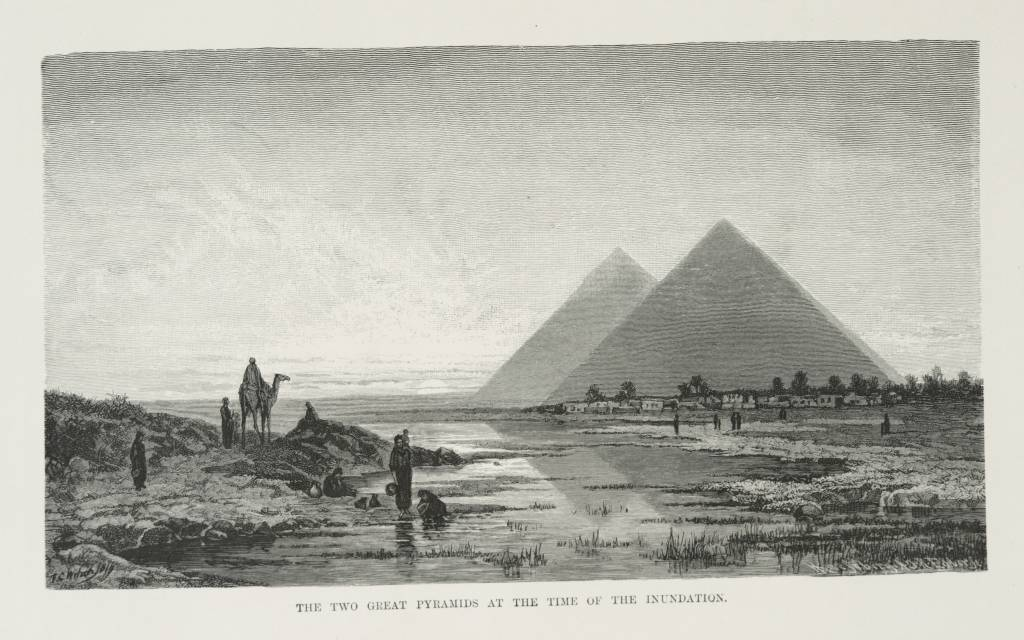
Le piramidi durante l'annuale inondazione del Nilo

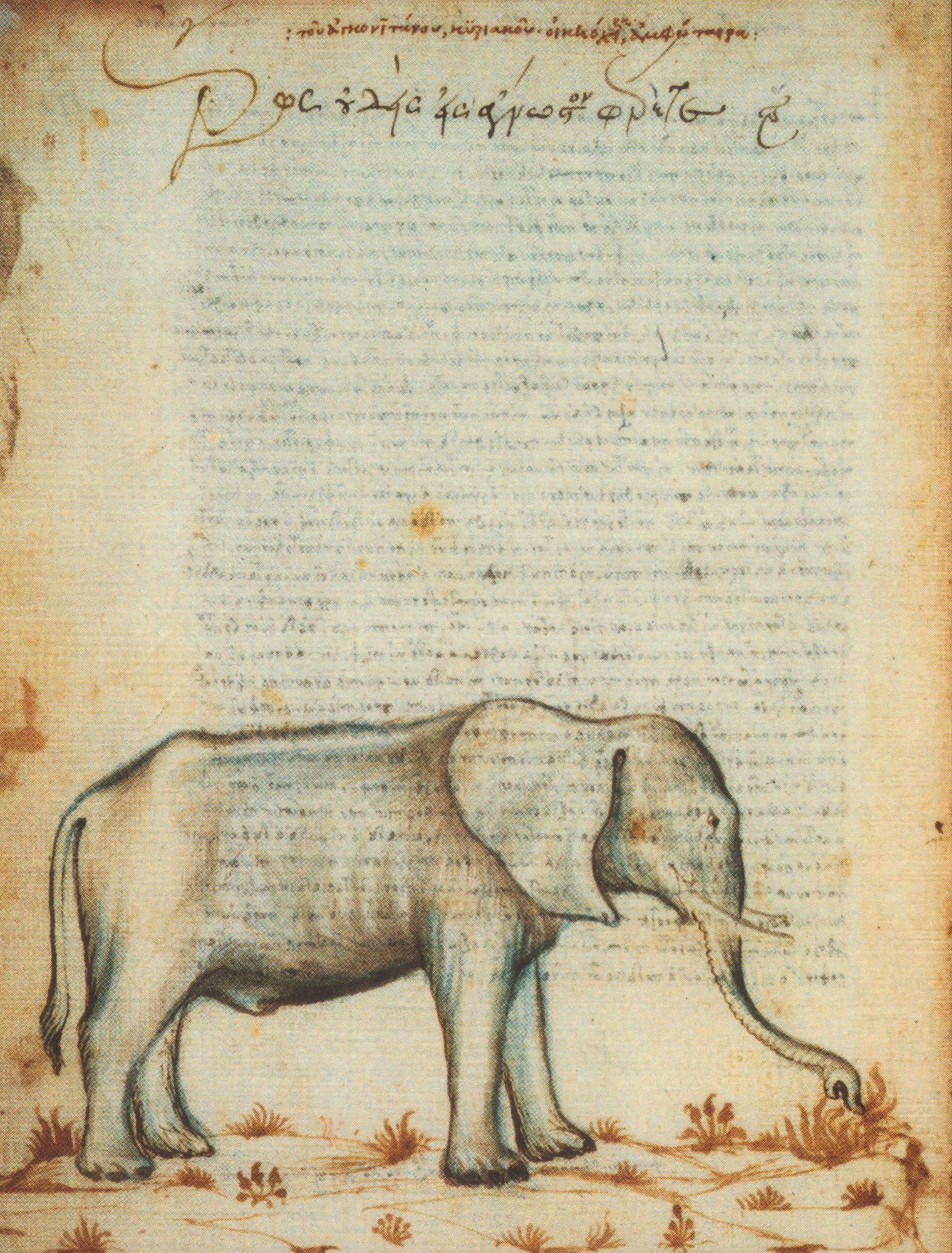
Disegno di un elefante realizzato da Ciriaco durante il viaggio in Egitto

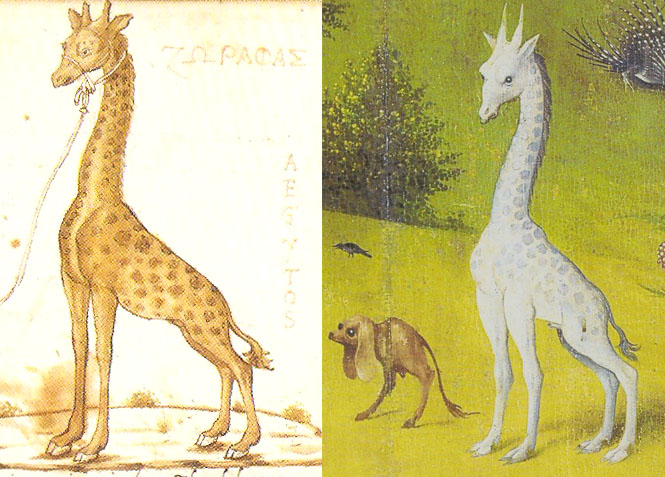
Comparazione tra l'illustrazione della giraffa di Ciriaco e quella di Bosch

#### Egitto
Nel 1435 si recò in Egitto, allora dominio dei Mamelucchi. Con il permesso di esplorare il paese, rilasciatogli dal sultano del Cairo, risalì il corso del Nilo durante la piena e poté ammirare una delle sette meraviglie dell'antichità: le Piramidi, che allora erano utilizzate come cave di pietre da cui estrarre materiali per altre costruzioni.
Fu il primo europeo moderno a identificare le piramidi, che comunemente si credeva fossero i "granai di Giuseppe", e a portare in Europa notizie su questi monumenti, che aveva ritrovato facendosi guidare dalle parole di Erodoto. Parlò delle piramidi nei suoi Commentarii e testimoniò che esse erano l'unica meraviglia del mondo antico a essere sopravvissuta allo scorrere del tempo.
Durante il soggiorno in Egitto ebbe modo di vedere elefanti e giraffe, riproducendoli nei suoi disegni; questi poi furono per lungo tempo l'unica fonte iconografica per questi animali, e come tale fu utilizzata da alcuni artisti: possiamo ritrovarli uguali nel Trittico del Giardino delle delizie di Hieronymus Bosch (1480-1490) e nella Predica di san Marco ad Alessandria d'Egitto, di Gentile e Giovanni Bellini (1504-1507); in quest'ultimo dipinto, tra l'altro, anche le architetture sono desunte dai disegni di Ciriaco. Fu il primo a utilizzare, al posto del greco kamēlopárdalis (καμηλοπάρδαλις), il termine zoraphas, che poi è diventato il moderno "giraffa", traslitterandolo dall'arabo zarafah (زرافة).
Non pago di ciò che aveva scoperto, Ciriaco scrisse che avrebbe desiderato tornare ancora nella terra dei faraoni, per vedere Tebe, i mitici elefanti bianchi e infine per trovare nel deserto il celebre santuario di Ammon, posto al centro di un'oasi, che da secoli attendeva di essere riscoperto. A proposito di questa passione per l'Egitto, l'umanista Leonardo Aretino così scrisse, parlando di Ciriaco:

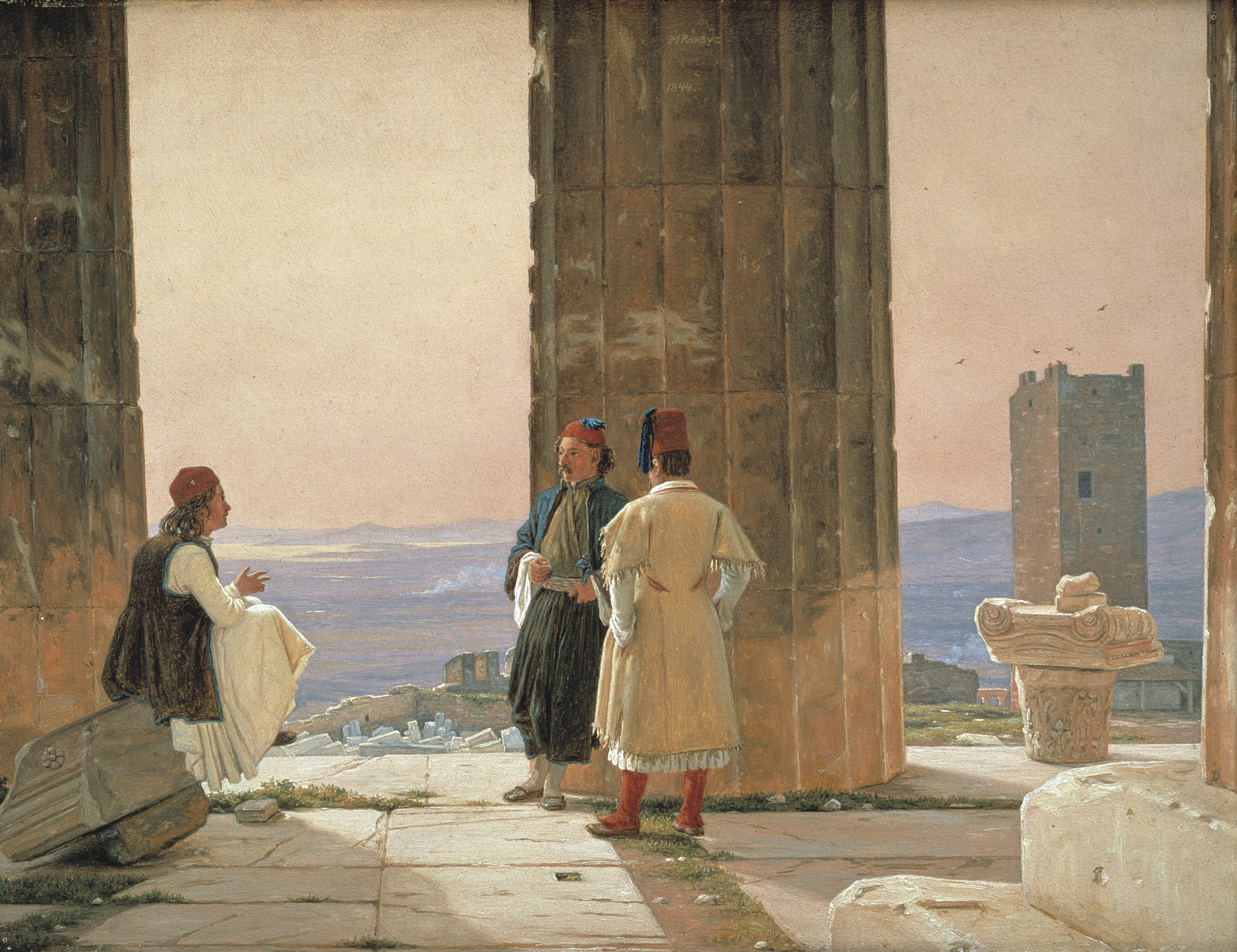
Il Partenone

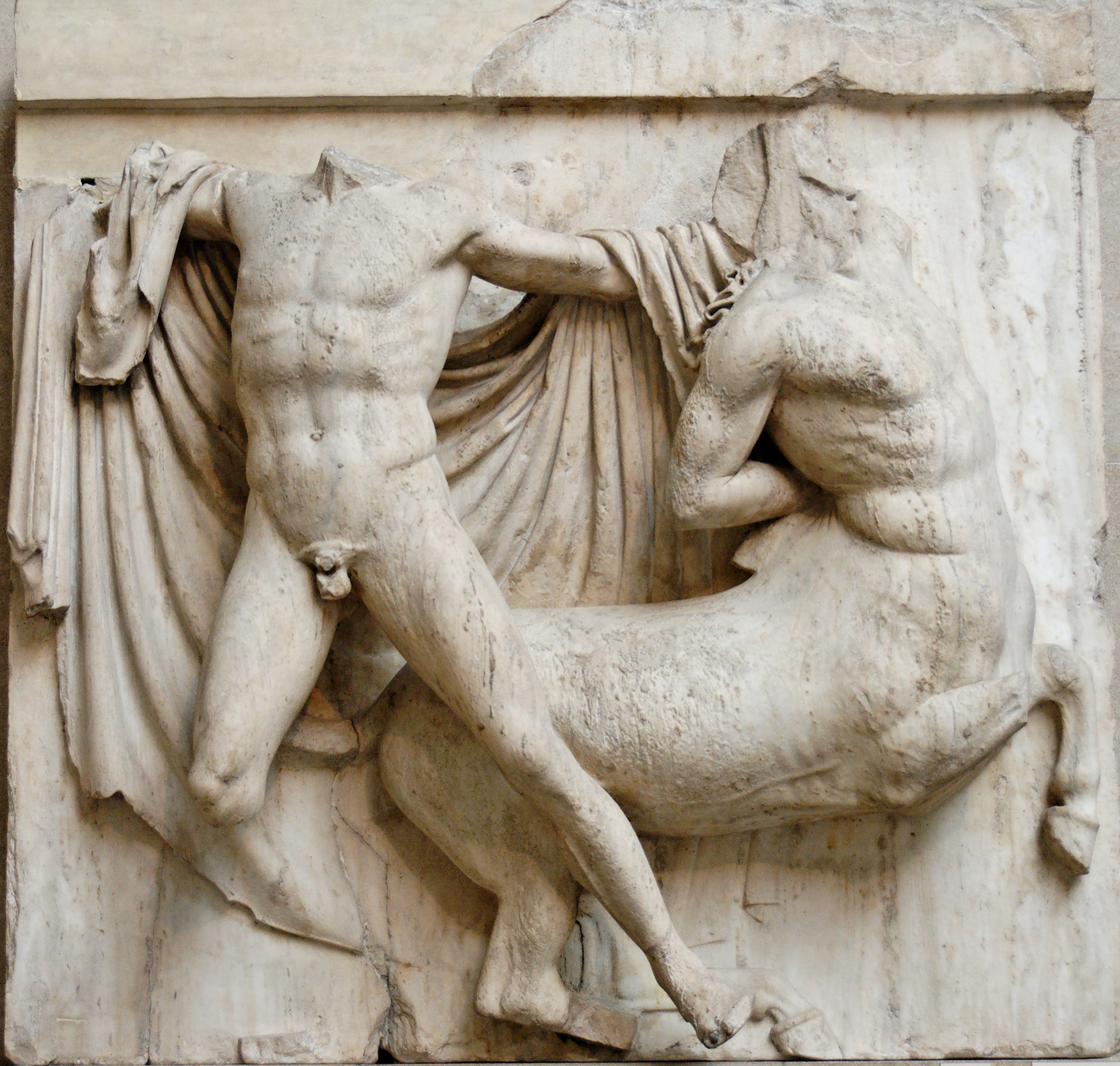
Una metopa del Partenone

(Leonardo Aretino)

#### Atene
Nel 1436 Ciriaco si recò in Grecia. Ecco, poco dopo l'arrivo ad Atene, le parole con le quali descrive lo spettacolo di magnificente decadenza che apparve ai suoi occhi:
(Ciriaco d'Ancona, 7 aprile 1436)
Si deve tener presente che altri viaggiatori provenienti dall'Europa del Nord (Jean de Courcy intorno al 1420, Hartmann Schedel nel 1493) descrivevano Atene come una "città gotica": 
Fu il primo europeo che descrisse l'Acropoli di Atene e a chiamarla con il suo nome, e non con il nome di "rocca" o di "palazzo dei duchi d'Atene". Scrisse infatti di aver incontrato il signore della città in Acropoli summa civitatis arce.
Fu anche il primo, guidato dalle parole di Pausania, a identificare il Partenone, di cui tante volte aveva letto negli antichi testi, in un'epoca in cui si pensava che fosse solo la maggiore chiesa mariana di Atene e che Ciriaco, per primo, chiamò con il suo nome e non con quello di "chiesa di Santa Maria", come i viaggiatori precedenti. Grazie a lui l'Europa occidentale poté avere il primo disegno del celebre tempio di Atena Ecco cosa scrisse dopo aver visto il Partenone:

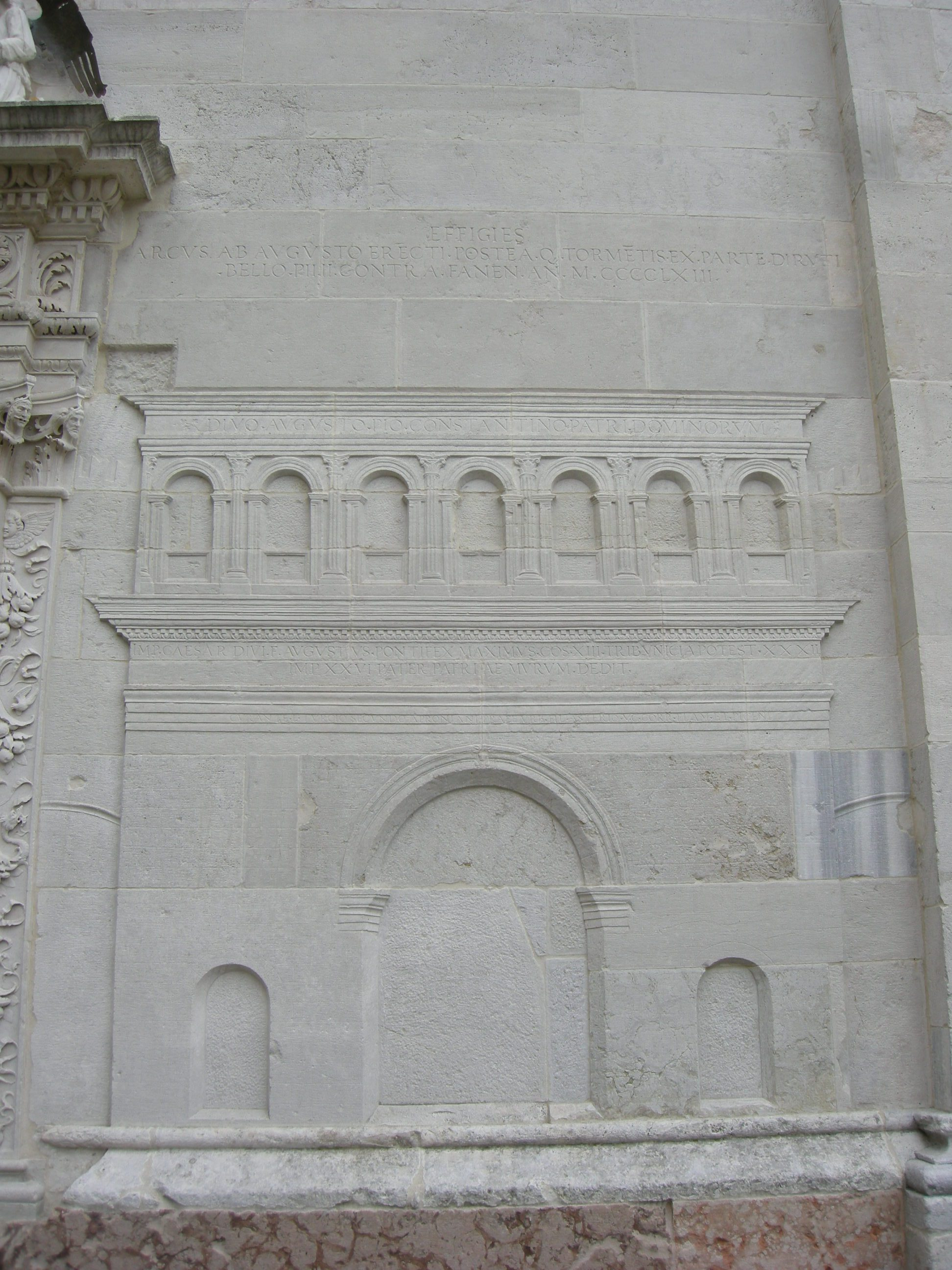
Facciata della chiesa di san Michele, adiacente all'Arco di Augusto di Fano - l'aspetto originario e le iscrizioni dell'arco, su un bassorilievo che si ipotizza sia stato realizzato basandosi sui disegni di Ciriaco.

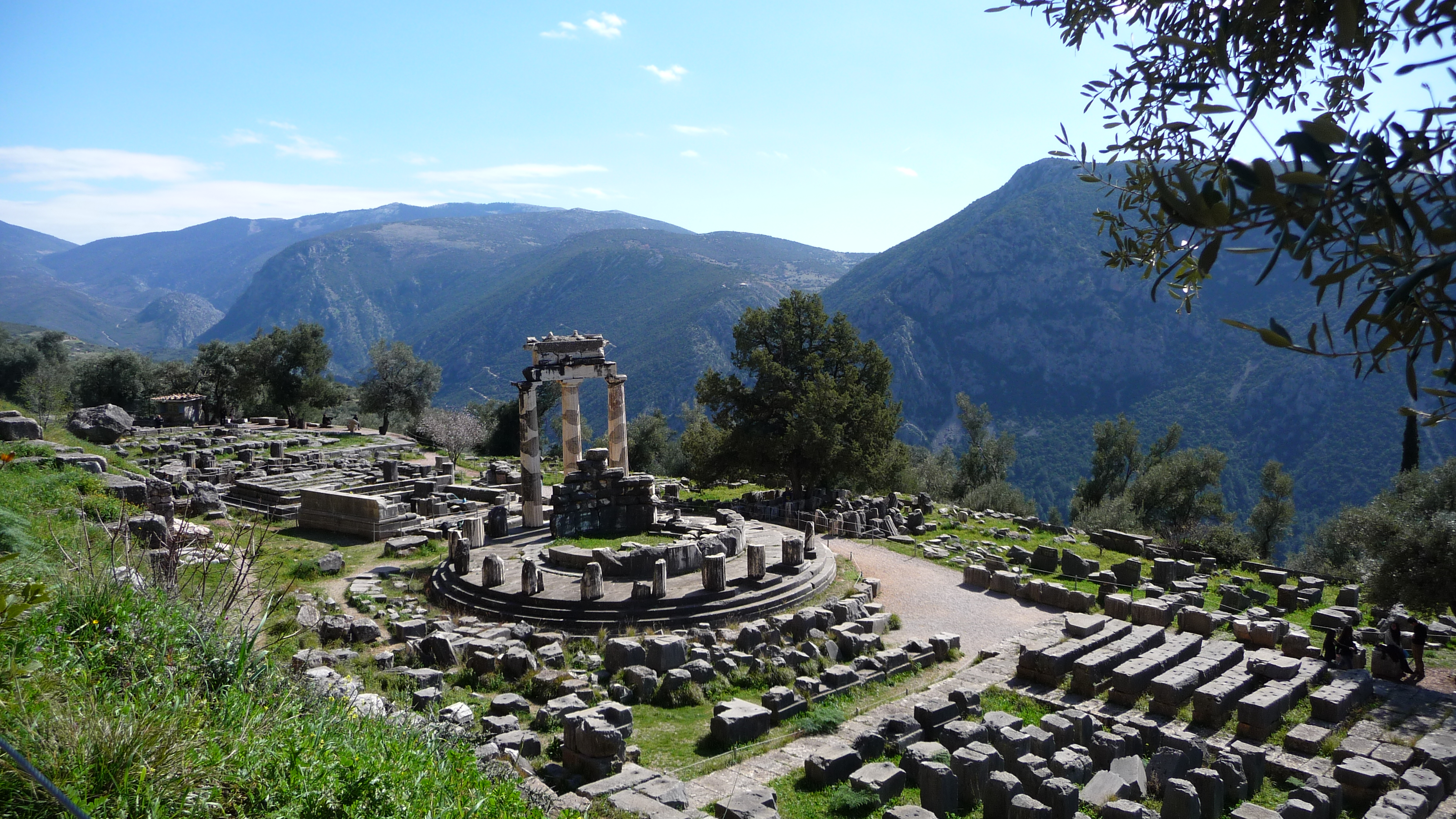
Delfi, sede del celebre oracolo, identificato e visitato da Ciriaco

(Ciriaco D'Ancona)

#### Altre mete
Nel 1423 si recò a Fano, dove studiò l'Arco di Augusto e dinanzi a un affollato consesso di cittadini tradusse l'iscrizione posta sul monumento. Raffigurò l'arco e le sue iscrizioni, prima che l'attico del monumento venisse semidistrutto da colpi di cannone pochi anni dopo, nel 1463, durante un assedio. Si pensa che questi disegni siano stati poi utilizzati per realizzare il bassorilievo rinascimentale posto sulla facciata dell'adiacente chiesa di san Michele, che riproduce l'aspetto e le iscrizioni dell'arco prima dei bombardamenti.
Andando ancora verso nord, arrivò a Rimini, ne studiò l'Arco di Augusto ed entrò in contatto con Galeotto Roberto Malatesta, signore di quella città. I rapporti con questo signore sono stati tali che successivamente Ciriaco scrisse una lettera a suo figlio, Sigismondo Pandolfo Malatesta, ancora un bambino, per indurlo all'amore per la classicità. Continuò poi il viaggio sino a Pola, dove il gran numero di epigrafi romane trovate nelle rovine romane della città, lo indusse a iniziare le prime trascrizioni sistematiche.
Nel 1427 Ciriaco ricevette dalla famiglia veneziana Contarini l'incarico di gestire la loro filiale commerciale di Cipro, possesso veneziano; Ciriaco accettò, perché in questo modo avrebbe potuto conoscere l'allora celebre re dell'isola, Giano di Lusignano. In effetti, i due strinsero amicizia e parteciparono insieme ad una battuta di caccia, nel corso della quale sostarono per la notte in un monastero ortodosso. Ciriaco, esplorandone la biblioteca, ritrovò un prezioso manoscritto dell'Iliade, che scambiò con dei vangeli che possedeva. Durante il soggiorno a Cipro riuscì ad acquistare anche altri rari manoscritti in biblioteche monastiche: l'Odissea e diverse tragedie di Euripide.
Nel 1429 sostò a lungo ad Adrianopoli, dove approfondì la conoscenza del greco, ascoltando lezioni su Omero e acquistando altri manoscritti. Nel 1430 comprò una schiava epiriota per poi liberarla; dopo il battesimo, mutò il nome da Chaonia in Clara, anche se Ciriaco la chiamava affettusoamente "kore", cioè "ragazza", in greco. I due passarono tutta la vita insieme e Ciriaco espresse la volontà di essere sepolto vicino a lei.
Nel 1431 si trovava a Salonicco, appena conquistata dagli ottomani, e descrisse lo spettacolo atroce delle migliaia di Greci catturati e resi schiavi dai conquistatori. 
Tra il 1435 e il 1436, Ciriaco identificò e descrisse per la prima volta queste città antiche: Apollonia, polis greca situata nell'attuale Albania , Delfi, il celebre santuario greco, Butrinto, Nicopoli d'Epiro ed Eretria.
Nel 1442 scrisse a proposito dei greci ridotti in schiavitù dagli ottomani: ...ragazzi così come fanciulle nubili e una gran quantità di donne sposate d’ogni condizione – fatti sfilare in modo miserevole dai Turchi in lunghe file attraverso le città della Tracia e Macedonia, avvinti in catene di ferro e sferzati dalle fruste, e alla fine messi in vendita nei villaggi e nei mercati e lungo la costa dell’Ellesponto, una visione oscena e vergognosa...
Nel 1444 il governo della Repubblica di Ragusa commissionò a Ciriaco la realizzazione di due iscrizioni, una da porre sulla facciata del Palazzo dei Rettori e l'altra sulla Fontana di Onofrio; tali epigrafi sono considerate tra le prime in cui si recupera l'uso del carattere lapidario romano, che Ciriaco aveva studiato nelle epigrafi antiche trovate nel territorio raguseo. Sino ad ora sono state identificate ventotto le epigrafi in carattere lapidario dettate da Ciriaco, di cui quelle di Ragusa sono probabilmente le prime. 
Nel 1445 scrisse un componimento, in parte in latino e in parte in volgare, dedicato al marmo pario, in quanto usato dagli scultori più celebri dell'antica Grecia: Lisippo, Policleto e Fidia. Se ne riportano i primi versi.
(Ciriaco D'Ancona)
Nel 1447, alla ricerca delle rovine di Sparta, si recò nella città di Mistrà, dove conobbe Costantino XI Paleologo, che sarebbe diventato l'ultimo imperatore d'Oriente, e Gemisto Pletone, che lo introdusse al neoplatonismo; da lui copiò un codice della Geografia di Strabone, che riteneva fondamentale per ritrovare gli antichi siti delle città antiche. Ciriaco scrisse di Gemisto Pletone: ...il più dotto dei Greci del nostro tempo, e nella vita e nella morale e nella dottrina il più brillante e influente filosofo tra i Platonici.

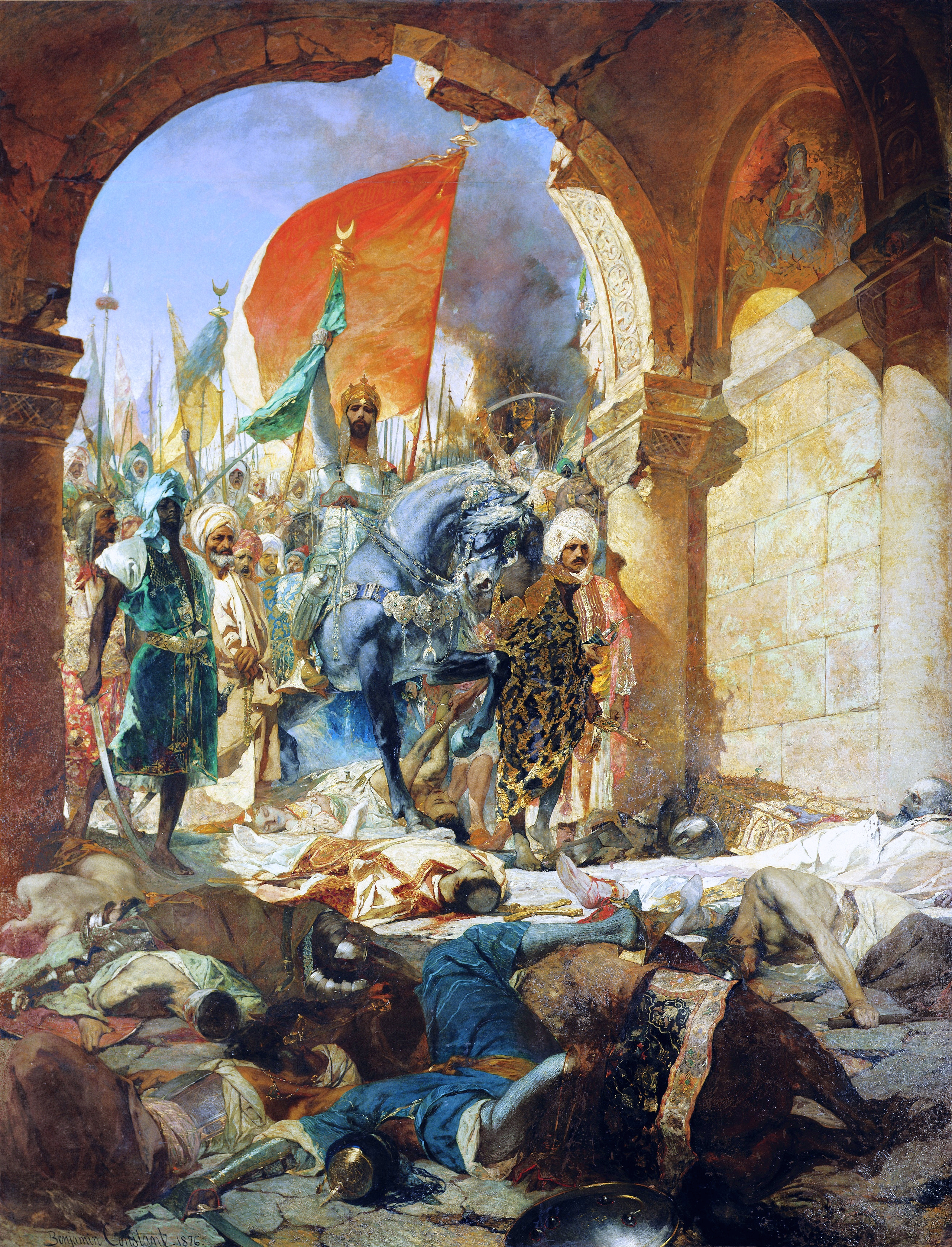
Maometto II entra vittorioso a Costantinopoli (dipinto di Benjamin Constant, XIX sec.). La sua frequentazione con Ciriaco è solo una leggenda, nata nell'Ottocento.

Nell'ultimo viaggio nei territori dell'Impero d'Oriente, conclusosi nel 1448, Ciriaco studiò la Basilica di Santa Sofia di Costantinopoli e descrisse accuratamente gli edifici di Monte Athos; fu l'ultima occasione: la città cadde in mano degli ottomani nel 1453.

### Ultimi anni
Le data più tarda accertata della vita di Ciriaco è il 1449: a luglio era a Ferrara, dove era ospite di Leonello d'Este e in agosto richiese un salvacondotto alla Repubblica di Genova, necessario per navigare verso ovest, anche se non si sa se poi effettivamente intraprese questo viaggio verso la Spagna. 
Incerti sono il motivo e l'anno della sua morte, avvenuta forse a Cremona durante un'epidemia di peste; viene considerato come più probabile l'anno 1452.
Per più di un secolo si ritenne che un autore veneziano del XV secolo, Jacopo de' Languschi, parlasse della presenza di Ciriaco, nel 1453, vicino al sultano Maometto II che aveva appena conquistato Costantinopoli, per leggergli le opere della classicità greca, nell'intento di creare nel sovrano una sensibilità per l'immenso patrimonio culturale greco; lo stesso autore avrebbe poi affermato che anche prima della caduta della capitale bizantina Ciriaco era a fianco del sultano conquistatore. Se ciò fosse vero, la data della morte andrebbe spostata di qualche anno più avanti. Questa notizia, che aveva fatto accusare Ciriaco di tradimento, oggi è considerata solo una leggenda, diffusasi in seguito alla sbadataggine di uno studioso tedesco ottocentesco, che leggendo il de' Languschi scambiò "Kiriakos" (d’Ancona) con "Kyritzes" (Demetrius Apocaucus Kyritzes), effettivamente segretario di Maometto II e che fu al suo fianco prima e dopo la conquista di Costantinopoli. Bastò controllare il passo in questione per chiarire il malinteso, che però ha anche oggi una certa diffusione.
Ciriaco aveva preparato il testo dell'epigrafe da porre sulla sua tomba; non si sa se poi sia stata usata, essendo sconosciuto il luogo di sepoltura. Il testo dell'epigrafe è il seguente:
| D.I.S. MASIELLAE K(YRIACI) F(ILIAE) SILVATICAI MODESTAE MULIERI KYRIACUS PH(ILIPPI) F(ILIUS) PICENICOLLES PARENTI PIENTISS(IMI) ET SIBI CLARAEQ(UE) L(IBERTAE) KORE H. N. H. N. S. |

Traduzione: "Ciriaco Pizzecolli, di Masiella, figlia di Ciriaco Selvatici, donna mite, figlio di Filippo, genitore piissimo, sia a sé, sia alla liberta Clara Kore".
Nella lapide che avrebbe voluto sulla sua tomba, dunque, cita il nome di sua madre Masiella, di suo padre Filippo e della sua compagna Clara, la schiava epirota che aveva comprato e liberato, che chiama "kore", ossia "ragazza", in greco.

### Cronologia dei viaggi di Ciriaco
Si indica di seguito la cronologia dei viaggi di Ciriaco.
| VIAGGIO                                         | DATA O INTERVALLO DI DATE | ETÀ DI CIRIACO        | METE                                                                         | EVENTI PARTICOLARI |
| Prima serie di viaggi                           | Prima serie di viaggi     | Prima serie di viaggi | Prima serie di viaggi                                                        | Prima serie di viaggi |
| ----------------------------------------------- | ------------------------- | --------------------- | ---------------------------------------------------------------------------- | --- |
| Primo viaggio in Italia                         | dal 1400 al 1404          | da 9 a 13 anni        | Veneto, Sannio, Campania, Puglia, Lucania, Calabria                          | Suo nonno materno Ciriaco Selvatici lo porta con sé in un viaggio commerciale. Le emozioni provate in questo viaggio fecero sorgere in lui il desiderio di vedere il mondo. |
|                                                 | dal 1404 al 1411          | da 13 a 20 anni       | Ancona                                                                       | |
| Primo viaggio mediterraneo                      | dal 1412 al 1414          | da 21 a 23 anni       | Alessandria d'Egitto, isole dell'Egeo, Asia Minore, Cipro, Sicilia, Dalmazia | È questo il primo viaggio che compie da solo, imbarcato come scrivanello. |
|                                                 | dal 1415 al 1416          | da 24 a 25 anni       | Ancona                                                                       | Inizia lo studio del latino, alla scuola di Tommaso Seneca, attraverso la lettura dell'Eneide. Studia la Divina Commedia. |
| Secondo viaggio mediterraneo                    | dal 1417 al 1421          | da 26 a 30 anni       | Dalmazia, Sicilia, Venezia, Costantinopoli, Pola                             | A Costantinopoli inizia lo studio del greco antico. |
|                                                 | dal 1421 al 1423          | da 30 a 32 anni       | Ancona                                                                       | Tornato nella sua città nel 1421, viene insignito della carica di seviro (uno dei sei anziani del governo cittadino) e conosce Gabriele Condulmer, futuro papa Eugenio IV, che era il legato pontificio della Marca Anconitana. Il Condulmer gli affida i lavori di restauro del porto e dell'Arco di Traiano; in quest'occasione, sale sulle impalcature dell'arco e può ammirarne da vicino i marmi e l'iscrizione. Ha così origine la sua vocazione per la ricerca delle testimonianze del passato. |
| Seconda serie di viaggi                         |                           |                       |                                                                              | |
| A Pola                                          | 1423                      | 32 anni               | Fano, Rimini e Pola                                                          | Si reca a Fano, dove studia l'Arco di Augusto, e a Pola, dove inizia la trascrizione delle epigrafi antiche. |
| A Roma                                          | 1424                      | 33 anni               | Roma e Lazio                                                                 | Studia i monumenti antichi di Roma e del Lazio. |
|                                                 | 1425                      | 34 anni               | Ancona                                                                       | Comincia a corrispondere con i maggiori esponenti dell'Umanesimo. |
| Terzo viaggio mediterraneo                      | dal 1425 al 1431          | da 34 a 40 anni       | Costantinopoli, Chio, Rodi, Siria, Macedonia, Tracia                         | Inizia la corrispondenza con Francesco Filelfo. Muore papa Martino V e viene eletto papa Gabriele Condulmer, protettore e amico di Ciriaco, che assume il nome di Eugenio IV; ciò lo porta a interrompere il viaggio per incontrare il nuovo papa, per parlargli della necessità di proteggere Costantinopoli dalla minaccia ottomana. |
| A Roma, Ferrara, Lombardia e Italia meridionale | dal 1431 al 1435          | da 40 a 44 anni       | Roma, Ferrara, Milano, Gaeta, Campania, Sicilia, Taranto                     | Prende contatto con il nuovo papa e fa visitare le rovine di Roma all'imperatore Sigismondo di Lussemburgo, che si trova a Roma per la propria incoronazione. A Roma vede il Torso del Belvedere e lo cita nei suoi scritti. Partecipa e lavora al Concilio di Ferrara e visita le antichità toscane. A Milano incontra Filippo Maria Visconti per parlargli della difesa di Costantinopoli dai Turchi e nel contempo visita le antichità lombarde. Assiste a Gaeta alla battaglia di Ponza. |
|                                                 | 1435                      | 44 anni               | Ancona                                                                       | Torna in Ancona per organizzare il suo quarto viaggio in Oriente. |
| Quarto viaggio mediterraneo                     | 1435                      | 44 anni               | Egitto                                                                       | Risale il corso del Nilo e scopre che i "granai di Giuseppe" sono in realtà le Piramidi di Giza; copia alcuni geroglifici. |
|                                                 | 1436                      | 45 anni               | Ancona                                                                       | |
| Quinto viaggio mediterraneo                     | 1436                      | 45 anni               | Dalmazia, Albania, Grecia                                                    | Scopre la localizzazione del santuario di Delfi; capisce che la "rocca di Atene" è in realtà l'Acropoli e che la "chiesa di Santa Maria" è il Partenone. Il suo disegno del Partenone è il più antico esistente. Scopre anche la localizzazione di Apollonia in Albania. |
|                                                 | 1437                      | 46 anni               | Ancona                                                                       | |
| Sesto viaggio mediterraneo                      | 1437                      | 46 anni               | Morea                                                                        | Cerca le rovine di Sparta e visita Mistrà, dove incontra Teodoro II Paleologo e Gemisto Pletone. |
|                                                 | 1438                      | 47 anni               | Ancona                                                                       | Ricopre il ruolo di magistrato nel governo della Repubblica di Ancona. |
| A Firenze                                       | dal 1438-1439             | da 47 a 52 anni       | Firenze                                                                      | Partecipa al Concilio di Firenze per l'unione delle chiese greca e latina, in qualità di collaboratore di papa Eugenio IV. Visita le antichità toscane e conosce Cosimo de' Medici, l'umanista cardinale Bessarione e il Brunelleschi, che lo conduce a visitare i cantieri fiorentini. Alcuni autori hanno ipotizzato che Ciriaco da questo momento svolse per il cardinale Bessarione il ruolo di diplomatico o addirittura di "spia" o "agente segreto", al fine di salvare ciò che restava dell'Impero d'Oriente, promuovendo un intervento militare contro gli ottomani.                                     |
|                                                 | 1440                      | 49 anni               | Ancona                                                                       | È regolatore per il governo della Repubblica di Ancona. |
| A Ragusa                                        | 1440                      | 49 anni               | Repubblica di Ragusa                                                         | Viene inviato dalla Repubblica di Ancona a Ragusa, in Dalmazia, per curare la stesura del nuovo patto di alleanza tra le due repubbliche marinare adriatiche. In questa occasione il governo ragusino gli commissiona la realizzazione di due epigrafi, in cui Ciriaco utilizza, per la prima volta dall'antichità, il carattere lapidario romano. |
| Settimo viaggio mediterraneo                    | dal 1443 al 1448          | da 52 a 57 anni       | Atene, Isole dell'Egeo, Monte Athos, Costantinopoli, Mistrà                  | Prosegue lo studio del Partenone. È membro di una delegazione del re d'Ungheria Ulászló I presso il sultano turco Murad II. A Mistrà conosce colui che sarà l'ultimo imperatore d'Oriente: Costantino XI Paleologo e si intrattiene con lo studioso Gemisto Pletone. Dopo la battaglia di Varna, nella quale l'esercito di soccorso di Costantinopoli è sterminato dai Turchi, conferisce con l'imperatore d'Oriente Giovanni VIII Paleologo per analizzare la questione della difesa di Costantinopoli. Studia la Basilica di Santa Sofia di Costantinopoli e descrive accuratamente gli edifici di Monte Athos. |
| A Rimini, Ravenna, Ferrara                      | dal 1448 al 1451          | da 57 a 60 anni       | Rimini, Ravenna, Ferrara                                                     | A Ferrara è ospite di Leonello d'Este |
| Ultimo viaggio mediterraneo (notizia smentita)  | 1452                      | 61 anni               | Tracia                                                                       | Secondo una leggenda ampiamente smentita, si reca nell'accampamento di Maometto II, in qualità di lettore di testi della classicità romana e greca. |
| Ultimo viaggio in Italia (incerto)              | 1452                      | 61 anni               | Italia                                                                       | Sono scarse le informazioni relative a questo periodo. Muore forse a Cremona a causa di un'epidemia di peste. |

## Ciriaco politico

L'Impero d'Oriente nel 1400, ridotto a poco più del territorio intorno alla capitale Costantinopoli

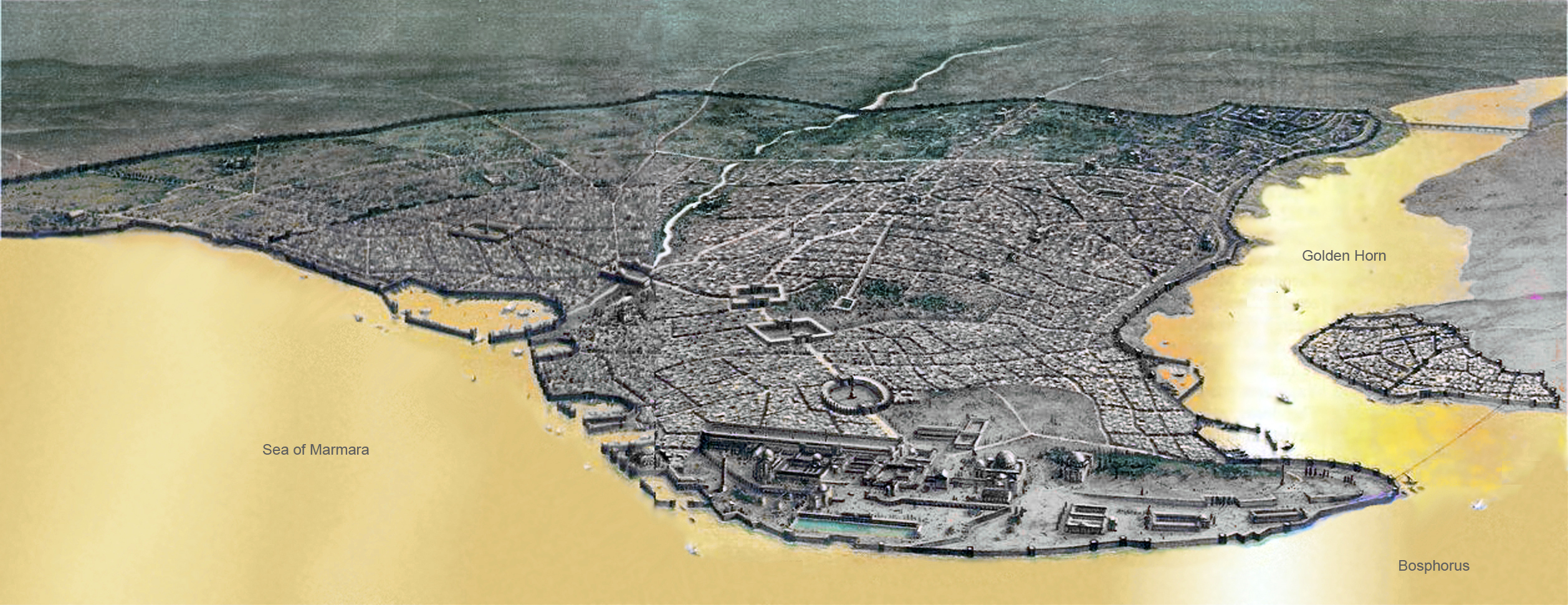
Ricostruzione grafica di Costantinopoli prima della conquista ottomana. Golden Horn = Corno d'Oro; Sea of Marmara = Mar di Marmara; Bosphorus = Bosforo.

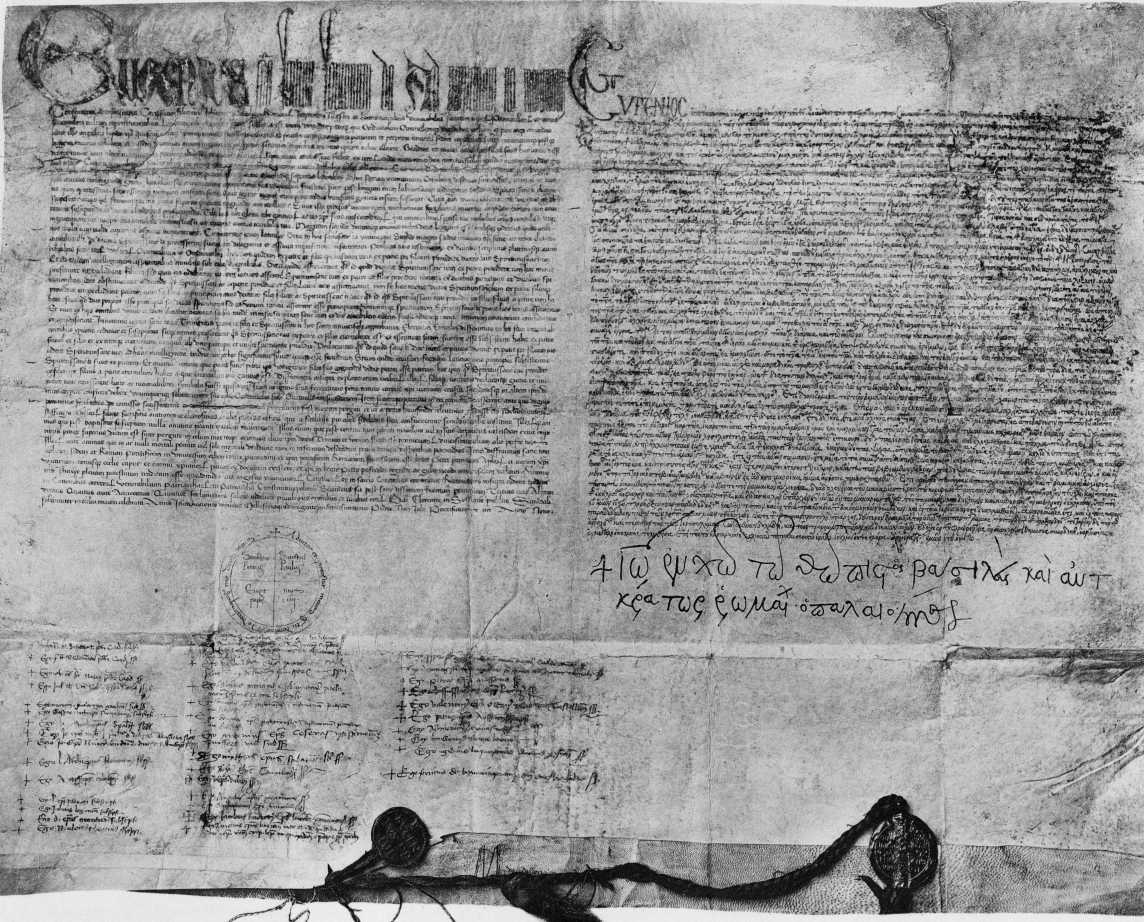
Bolla di unione tra chiesa latina e chiesa greca, emanata al concilio di Firenze 1439, bilingue, con firma dell'imperatore bizantino Giovanni VIII Paleologo.

In Ciriaco, l'amore per le antichità si accompagnava a un impegno politico attivo nelle vicende del suo tempo, come prova il fatto che quando Galeazzo Malatesta, nel 1413, tentò di impadronirsi di Ancona assediando la porta di Capodimonte, egli era nella schiera dei difensori della città, che respinsero il Malatesta; la Repubblica di Ancona confermò così la sua indipendenza. Questo episodio non fu isolato: ogni volta che tornava nella sua città, curò sempre gli interessi della Repubblica di Ancona, assumendo vari incarichi ufficiali, tra cui quello di occuparsi del nuovo trattato di alleanza con la Repubblica di Ragusa, nel 1440; ricoprì inoltre il ruolo di anziano nel 1437, di magistrato nel 1438 e di regolatore nel 1440.
Il suo legame con la città natale superava le rivalità e i particolarismi tipici dei liberi comuni italiani: i suoi interessi politici erano rivolti a tutto il Mediterraneo. In campo internazionale, infatti, si adoperò in tutti i modi per arginare l'espansione dell'Impero ottomano. A questo proposito, alcuni umanisti, come Poggio Bracciolini, schernivano Ciriaco perché si rattristava quando pensava alla pur lontana caduta dell'Impero romano d'Occidente e perché temeva che Costantinopoli, ultimo baluardo della classicità, potesse essere conquistata dagli Ottomani.
Tentò di scongiurare il pericolo della caduta di ciò che rimaneva dell'Impero d'Oriente, entrando in contatto con i maggiori potenti dell'Europa occidentale, per indurli a fermare l'avanzata ottomana. Si recò anche da papa Eugenio IV, Gabriele Condulmer, che era stato legato pontificio della Marca anconitana, nel periodo in cui Ciriaco era nel consiglio degli anziani della propria città; i due in quell'occasione si erano conosciuti e legati da reciproca stima, tanto che il Condulmer aveva affidato proprio a Ciriaco il restauro del porto. Conferendo con i potenti occidentali dell'epoca, comprese allora che essi avrebbero aiutato Costantinopoli solo se gli ortodossi avessero accettato la riunione con la Chiesa cattolica e per ottenere questo si adoperò diplomaticamente in tutti i modi.
Il concilio di Firenze fu indetto per raggiungere la difficile riunificazione tra cattolici ed ortodossi; Ciriaco vi partecipò, in modo particolarmente intenso nell'ultima fase ed ha modo di rivedere Gemisto Pletone e Costantino XI Paleologo, che aveva conosciuto a Mistrà. Il concilio si concluse positivamente e l'unione venne raggiunta sulla carta nel 1439. Il popolo e il clero greci ritennero però la cosa inaccettabile e due terzi dei firmatari ortodossi, vescovi e dignitari, rinnegarono l'accordo. La crociata contro gli ottomani venne comunque indetta, ma vi parteciparono solo pochi sovrani e terminò con la sconfitta nella battaglia di Varna (1444). Dopo la battaglia, Ciriaco si recò prima a Varna e poi a Costantinopoli, come inviato ufficiale di papa Eugenio IV, per parlare con l'imperatore d'Oriente Giovanni VIII Paleologo della questione dell'estrema difesa della città; fu in quest'occasione che descrisse e disegnò la basilica di Santa Sofia, non ancora alterata dagli interventi ottomani.
Tutto fu inutile: dopo nove anni, nel 1453, Costantinopoli fu conquistata dagli ottomani, dopo un difficile l'assedio, e fu posta per tre giorni a saccheggio; Santa Sofia fu depredata, i fedeli che vi erano raccolti furono venduti come schiavi, molte donne violentate e infine la chiesa fu tramutata in moschea. Con la caduta di Costantinopoli si dissolse l'ultimo baluardo dell'Impero romano d'Oriente, più di mille anni dopo la sua fondazione. Gli studiosi di Costantinopoli, profughi in Europa occidentale, contribuirono però a diffondere le testimonianze del mondo antico, alimentando la cultura umanistica.
In conclusione, al fine di salvare l'Impero bizantino dalla conquista ottomana e di salvare la sua eredità di cultura classica, Ciriaco d'Ancona era stato capace di muoversi a suo agio tra tutte le maggiori potenze mediterranee del suo tempo: fu probabilmente al tempo stesso inviato del papa Eugenio IV e dell'imperatore del Sacro Romano Impero Sigismondo; tenne intensi rapporti con gli ultimi due imperatori bizantini Giovanni VIII Paleologo e Costantino XI Paleologo, come pure con il re d'Aragona Alfonso V e con il re di Cipro Giano di Lusignano. La sua supposta frequentazione con il sultano turco Maometto II è però solo una leggenda. In Italia ebbe relazioni con i Medici, gli Este, i Visconti, gli Sforza, i Gonzaga, i Montefeltro e i Malatesta. Ciriaco fu dunque uno dei protagonisti della politica mediterranea nel momento cruciale segnato dal declino e poi dalla fine dell'Impero romano d'Oriente.
Potenti del XV secolo con i quali Ciriaco d'Ancona era in stretto contatto

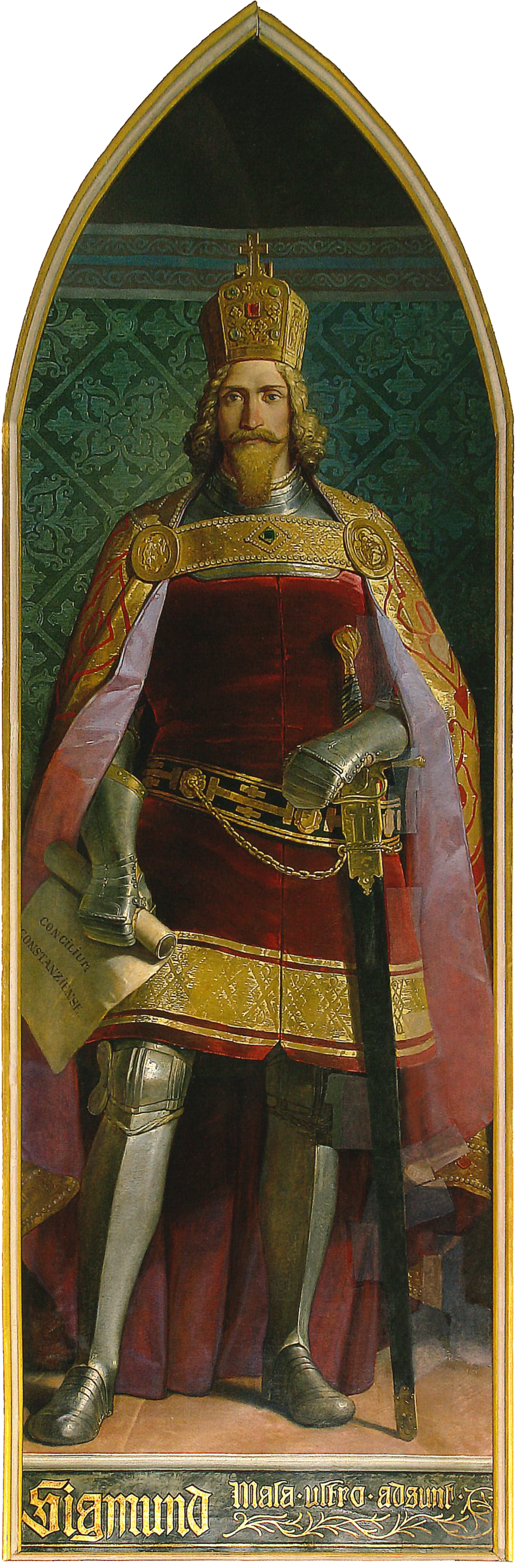
L'imperatore del Sacro romano Impero Sigismondo di Lussemburgo (dipinto di Philipp von Foltz, XIX sec.)
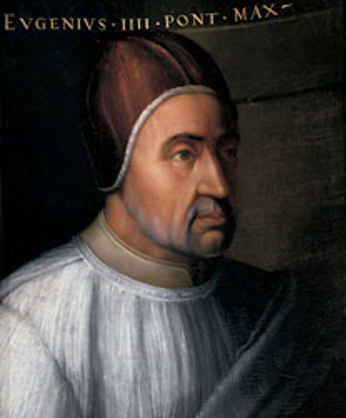
Papa Eugenio IV (dipinto di Cristofano dell'Altissimo, XVI sec.)
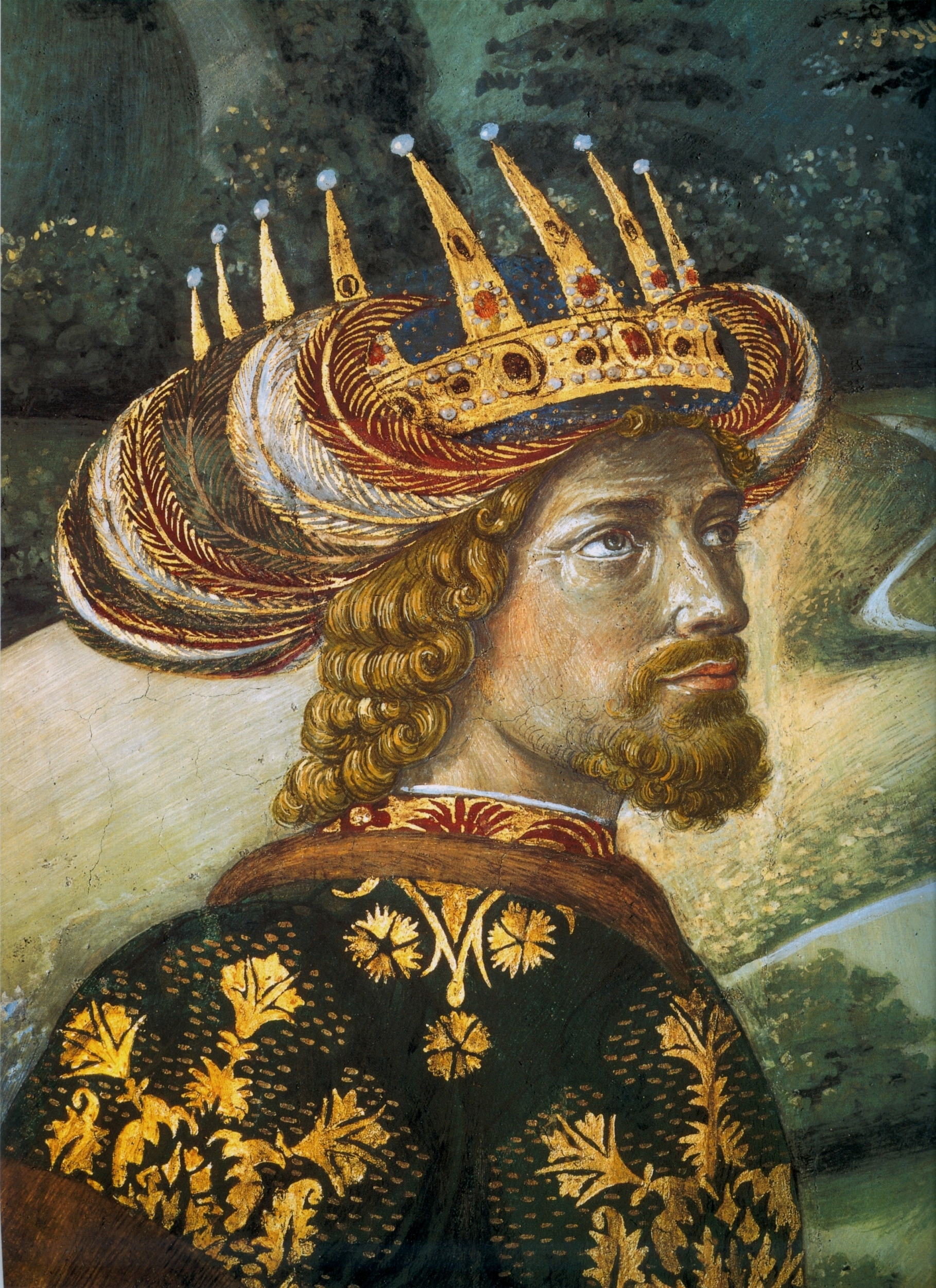
Il penultimo imperatore dell'Impero romano d'Oriente Giovanni VIII Paleologo (dipinto di Benozzo Gozzoli, Cappella dei Magi, XV sec.)
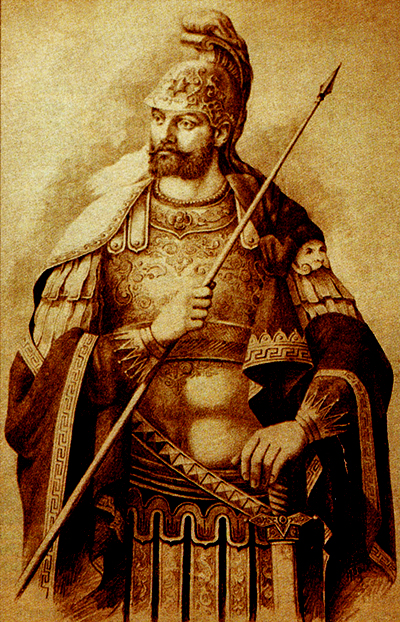
L'ultimo imperatore dell'Impero romano d'Oriente Costantino XI Paleologo (dipinto del XIX sec.)
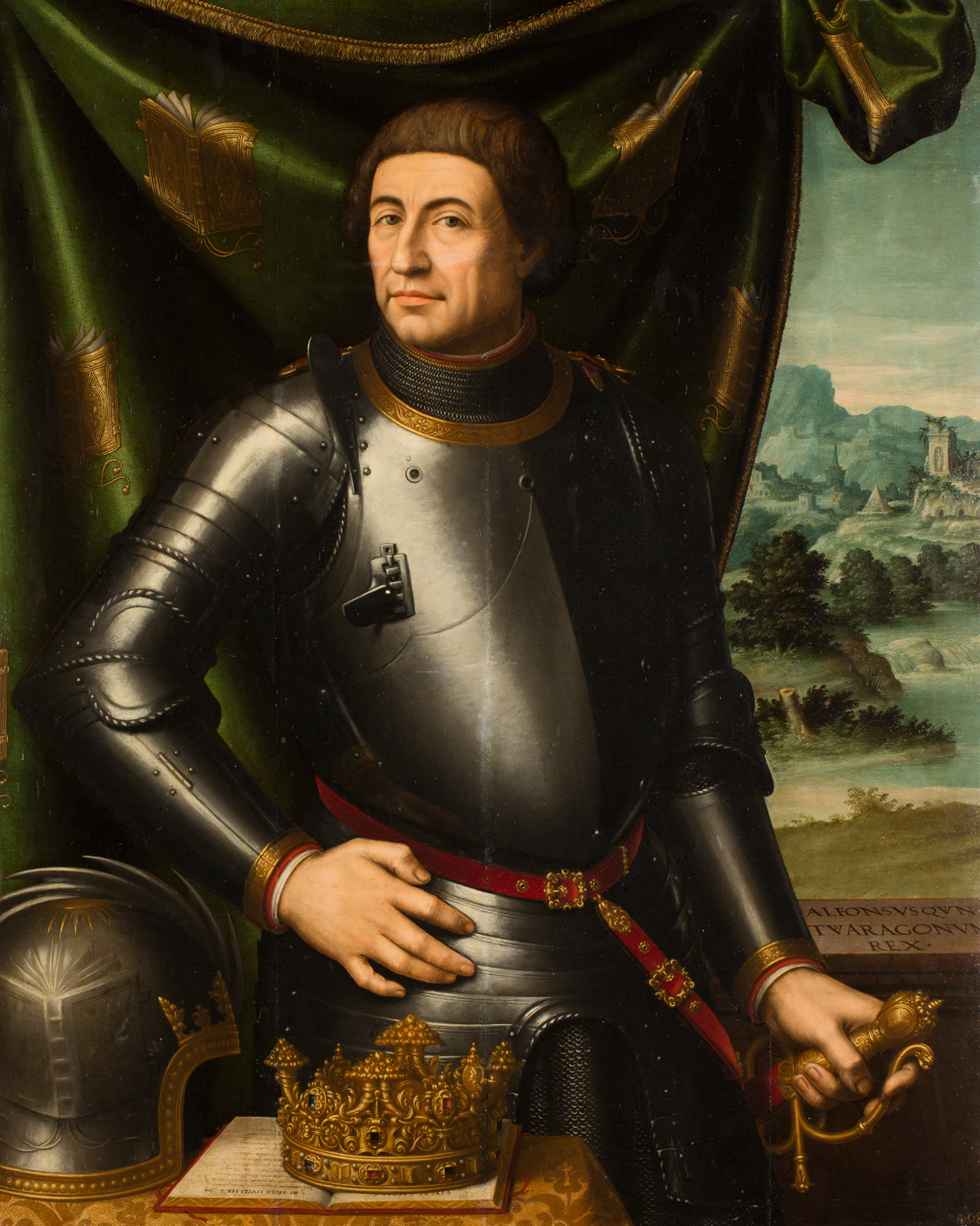
Il re d'Aragona Alfonso V (dipinto di Juan de Juanes, XVI sec.)
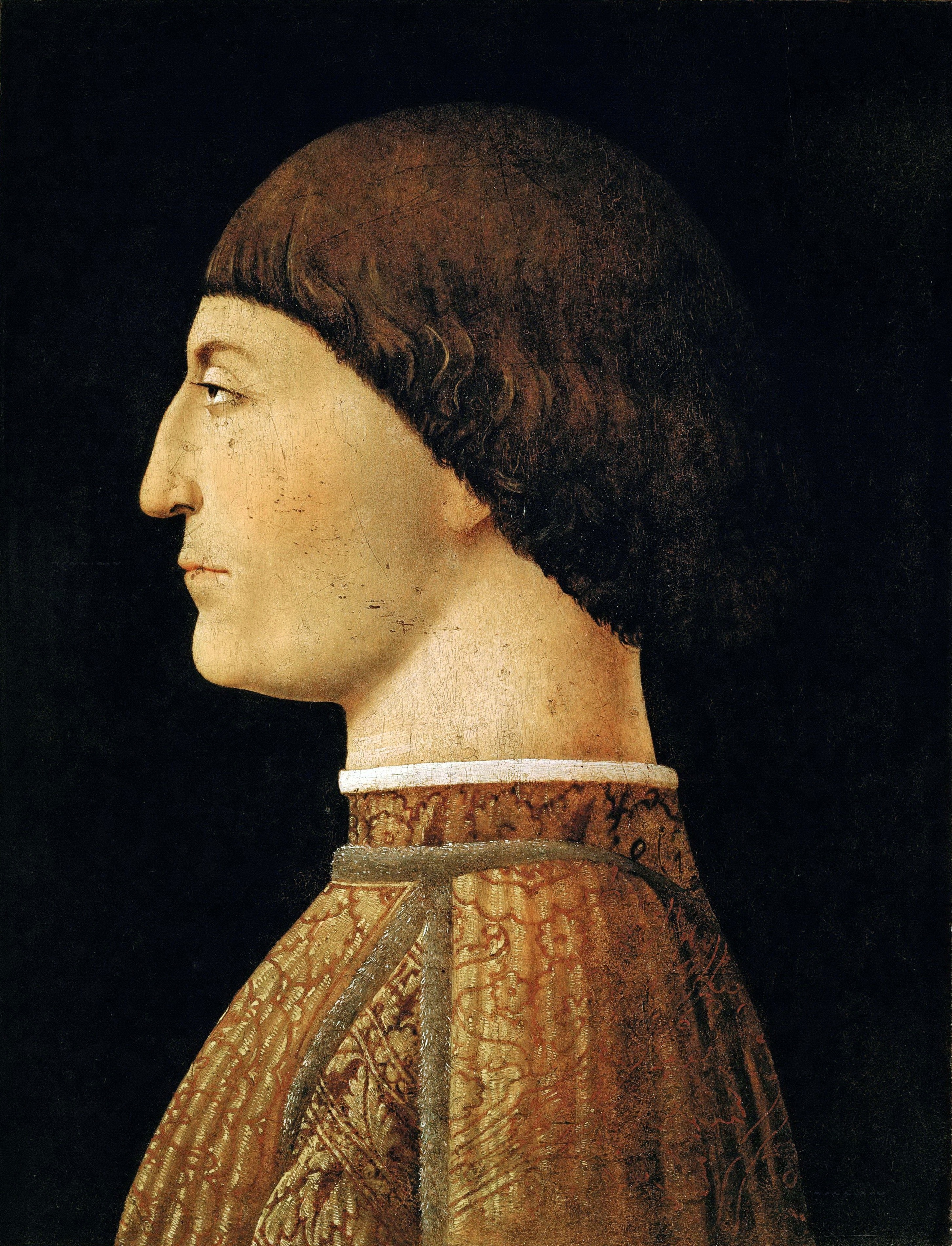
Sigismondo Pandolfo Malatesta, signore di Rimini e di Fano (dipinto di Piero della Francesca, XV sec.)
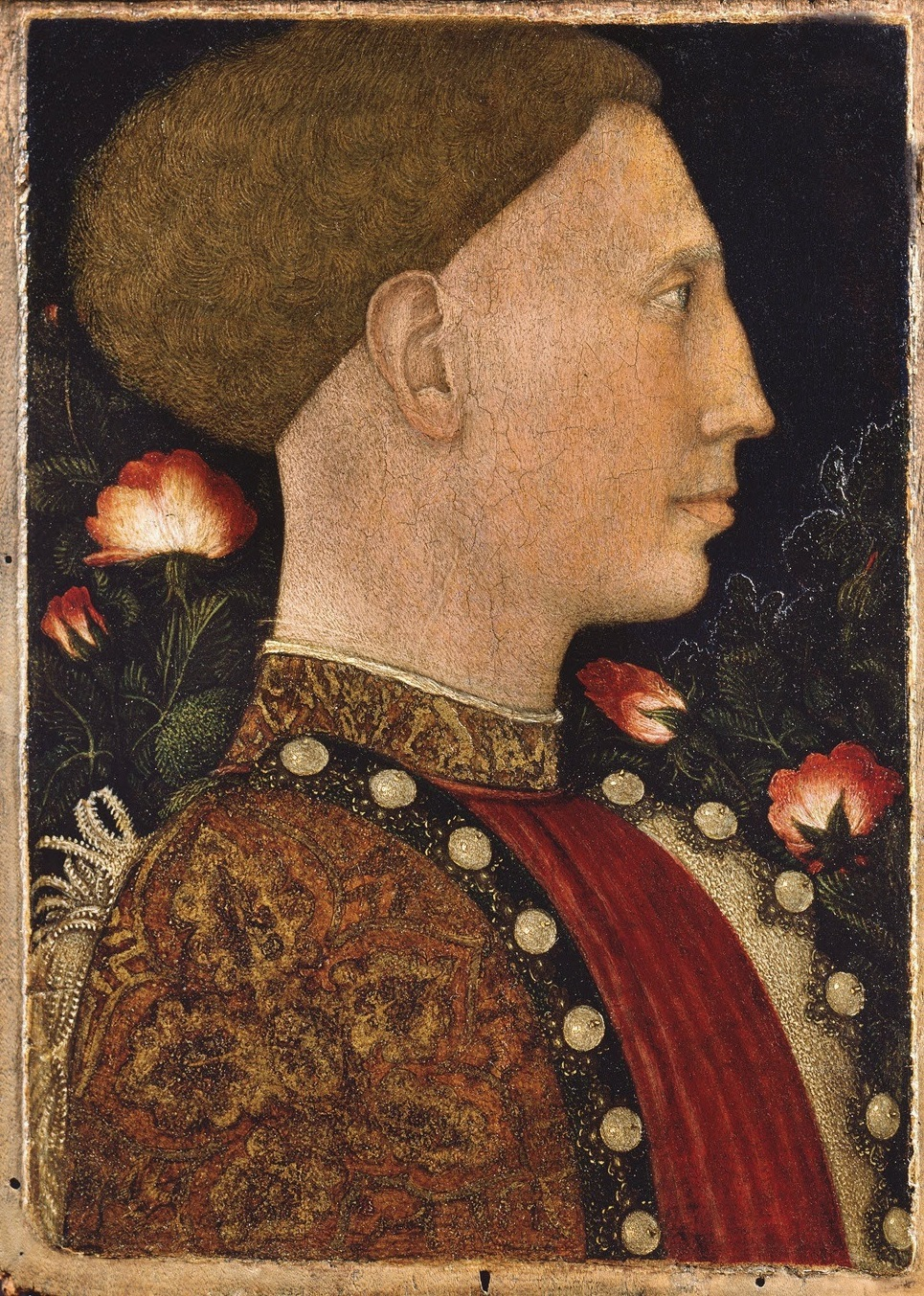
Leonello d'Este, marchese di Ferrara (dipinto di Pisanello, XV sec.)

## Ciriaco e gli artisti del Rinascimento

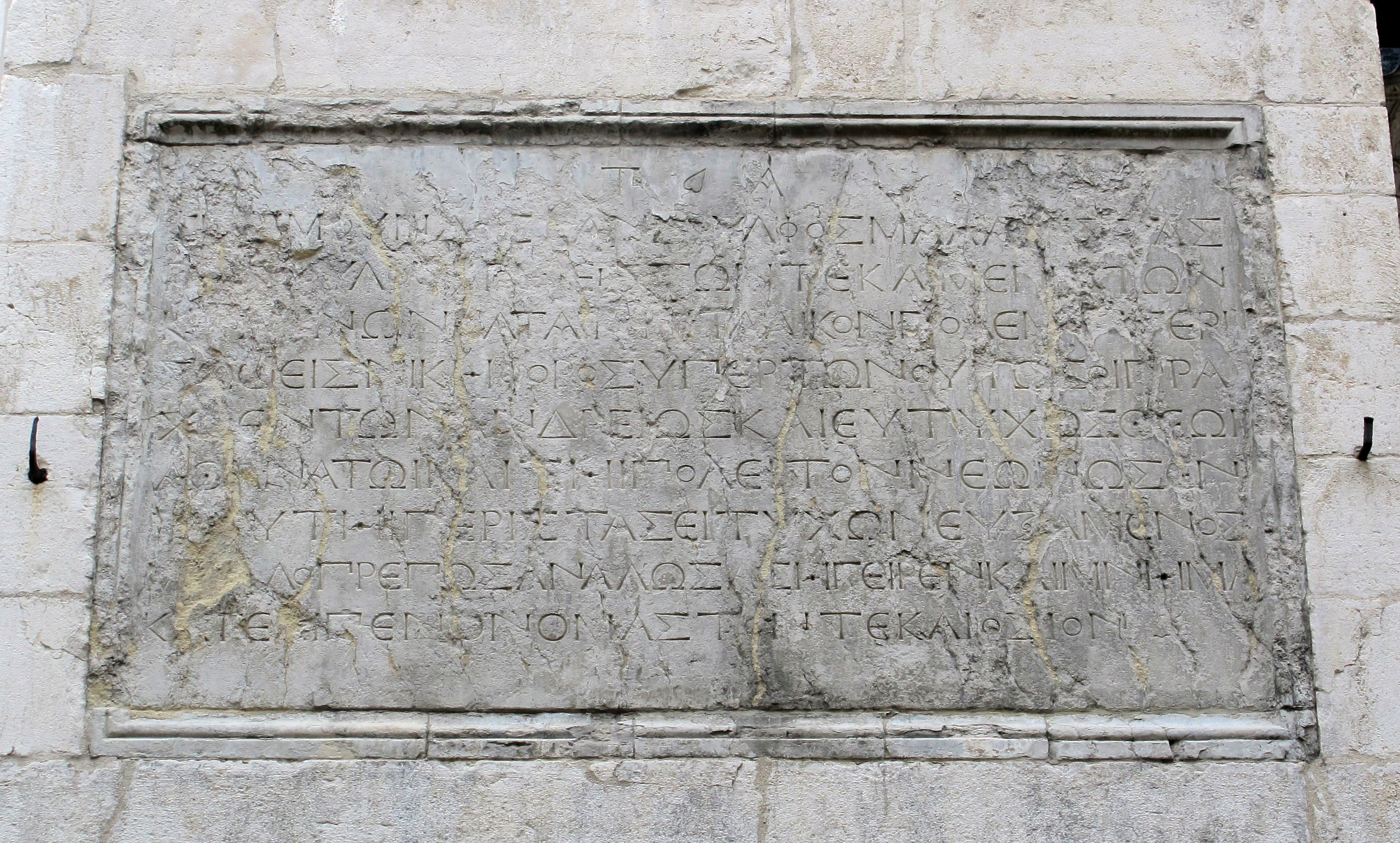
Tempio malatestiano di Rimini, iscrizione in greco che deriva dagli scritti di Ciriaco relativi al Tempio dei Dioscuri di Napoli

Andrea Mantegna, Parnaso, con immagini tratte dai disegni di Ciriaco

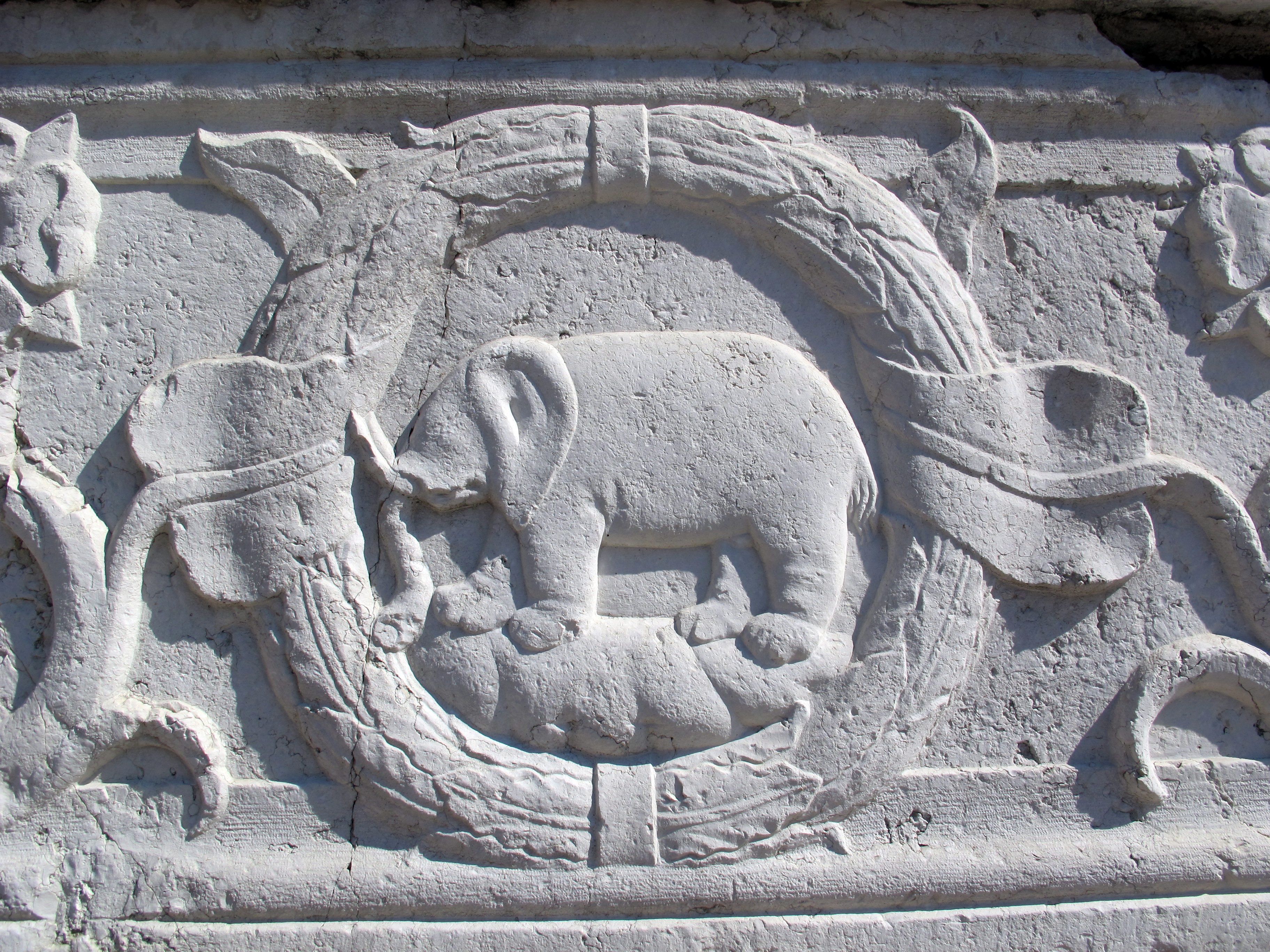
L'elefante malatestiano del tempio di Rimini, derivante dal disegno di questo animale eseguito da Ciriaco durante il suo viaggio in Egitto

Le ricerche e i testi di Ciriaco rivestono un ruolo particolare nell'ispirazione di vari grandi artisti del Rinascimento, che per ridare vita all'arte classica avevano un'assoluta necessità di avere un repertorio di immagini antiche a disposizione, da utilizzare nelle proprie opere, immagini che solo le ricerche di Ciriaco fornivano in abbondanza e di prima mano. In particolar modo, i suoi disegni furono studiati e utilizzati da Donatello, Leon Battista Alberti e Giuliano da Sangallo, ma anche da Andrea Mantegna, Gentile e Giovanni Bellini.
Con Donatello, uno dei tre padri del Rinascimento fiorentino, ci fu anche una diretta collaborazione; i loro rapporti sono stati intensi e significativi, a partire dalla visita di Ciriaco nella bottega dello scultore nel 1437, anno in cui andò anche nella bottega di Lorenzo Ghiberti; in particolare la predilezione di Donatello per l'arte greca sembra mediata proprio da Ciriaco. Tra i monumenti di Donatello in cui si intravede l'influenza di Ciriaco c'è l'Annunciazione Cavalcanti nella Basilica di Santa Croce, in cui tutta l'impostazione dell'opera è desunta dai disegni ciriacani delle stele attiche. Anche nel monumento equestre al Gattamelata a Padova si può evidenziare il rapporto tra Ciriaco e Donatello, in particolare nei due giovanissimi cavalieri nudi che cavalcano a pelo con in mano una torcia accesa, collocati a fianco dello stemma del Gattamelata, ispirati a un disegno fornito da Ciriaco d'Ancona che rappresentava i cavalieri nel fregio panatenaico del Partenone; la conoscenza delle metope del Partenone che aveva Donatello è in effetti dovuta alle informazioni derivanti da Ciriaco.
I legami con Leon Battista Alberti sono invece testimoniati dal Tempio malatestiano di Rimini, in cui le due iscrizioni gemelle in greco sulle fiancate dell'edificio derivano da Ciriaco, che si ispirò a quelle del Tempio dei Dioscuri di Napoli. La stessa facciata del Tempio malatestiano è legata alla descrizione dell'Arco di Augusto di Rimini che ci ha lasciato Ciriaco, il primo a studiare e tradurre le iscrizioni sul monumento. Inoltre, al'interno del tempio, due bassorilievi di Agostino di Duccio, ossia il Capricorno nella cappella dei pianeti e la Concordia nella cappella delle arti liberali sono tratti rispettivamente da due schizzi ciriacani: quello che raffigura un bassorilievo di Pan a Taso e quello di una lapide romana a Agios Ioannis di Keria, nella penisola di Maina, nel Peloponneso. Inoltre, il simbolo araldico malatestiano dell'elefante, scolpito nella cappella di S. Sigismondo, in quella delle Sibille e in quella degli angeli, deriva direttamente da un disegno di Ciriaco, che aveva riprodotto quest'animale quando si trovava in Egitto ed aveva potuto vederlo. Anche la soluzione di un arco trionfale sormontato da una statua equestre, molto ammirata dall'Alberti, deriva dall'ipotesi ricostruttiva di Ciriaco dell'aspetto originario dell'Arco di Traiano di Ancona, con due statue stanti laterali e quella dell'imperatore a cavallo poste sull'attico.
Giuliano da Sangallo, che non aveva mai visto i monumenti ateniesi, li conosce e ne trae fonte di ispirazione grazie ai testi di Ciriaco, di cui copia con diligenza le illustrazioni del Partenone, della Torre dei venti, del Monumento di Filopappo e della basilica di Santa Sofia di Costantinopoli.
Anche Andrea Mantegna si è ispirato a disegni di Ciriaco: nel Parnaso per le Muse danzanti, Pegaso e Mercurio musicista, e nel Trionfo della Virtù per la figura del centauro in fuga.
Inoltre, la conoscenza della basilica di Santa Sofia di Costantinopoli da parte di Gentile e Giovanni Bellini, che la utilizzarono come ispirazione per il dipinto Predica di San Marco, deriva dai disegni di Ciriaco, conservatici grazie alle copie eseguite da Giuliano da Sangallo. Come già ricordato, inoltre, la giraffa disegnata da Ciriaco in Egitto è il modello usato dai Bellini nella Predica di san Marco e da Hieronymus Bosch nel Trittico del Giardino delle delizie.
Nella Flagellazione di Piero della Francesca, infine, le architetture sembra che siano desunte dai disegni dei Propilei di Ciriaco; Piero della Francesca aveva consultato i testi di Ciriaco nel 1454, durante un suo soggiorno ad Ancona, dove si era recato per dipingere uno sposalizio della Vergine in una cappella del Duomo.

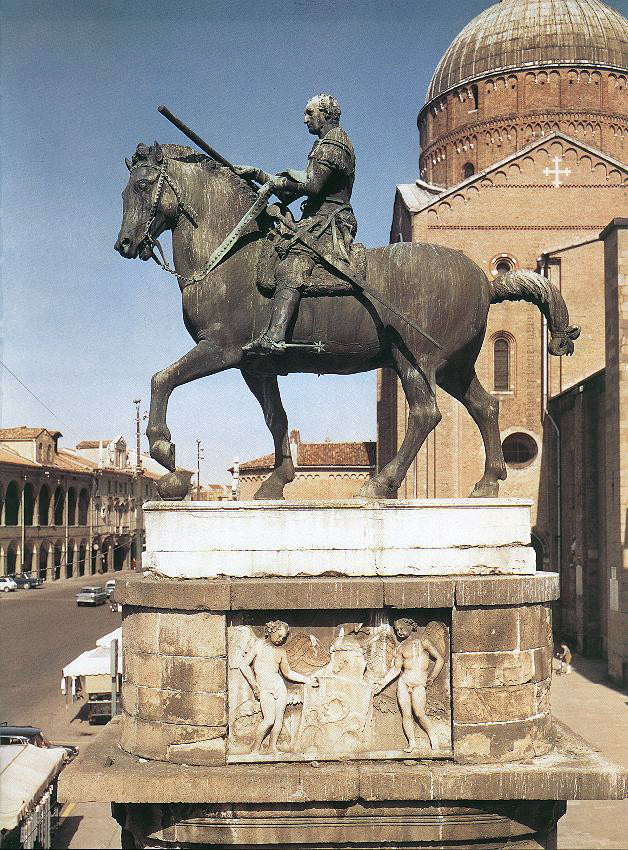
Monumento equestre al Gattamelata di Donatello, in cui si coglie l'influenza di Ciriaco nei bassorilievi del basamento
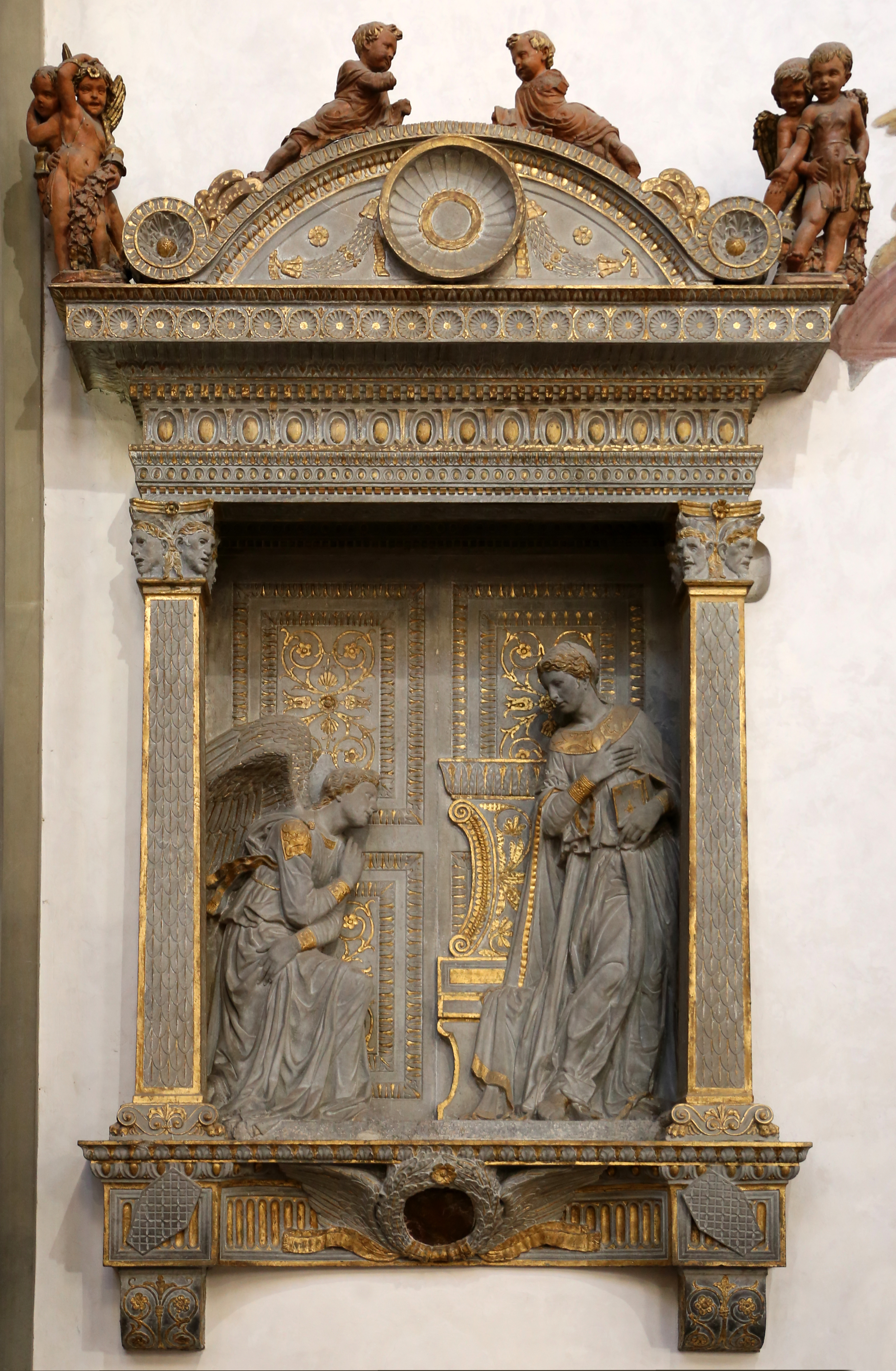
L'Annunciazione Cavalcanti di Donatello, ispirata alle stele attiche conosciute dallo scultore per mediazione di Ciriaco
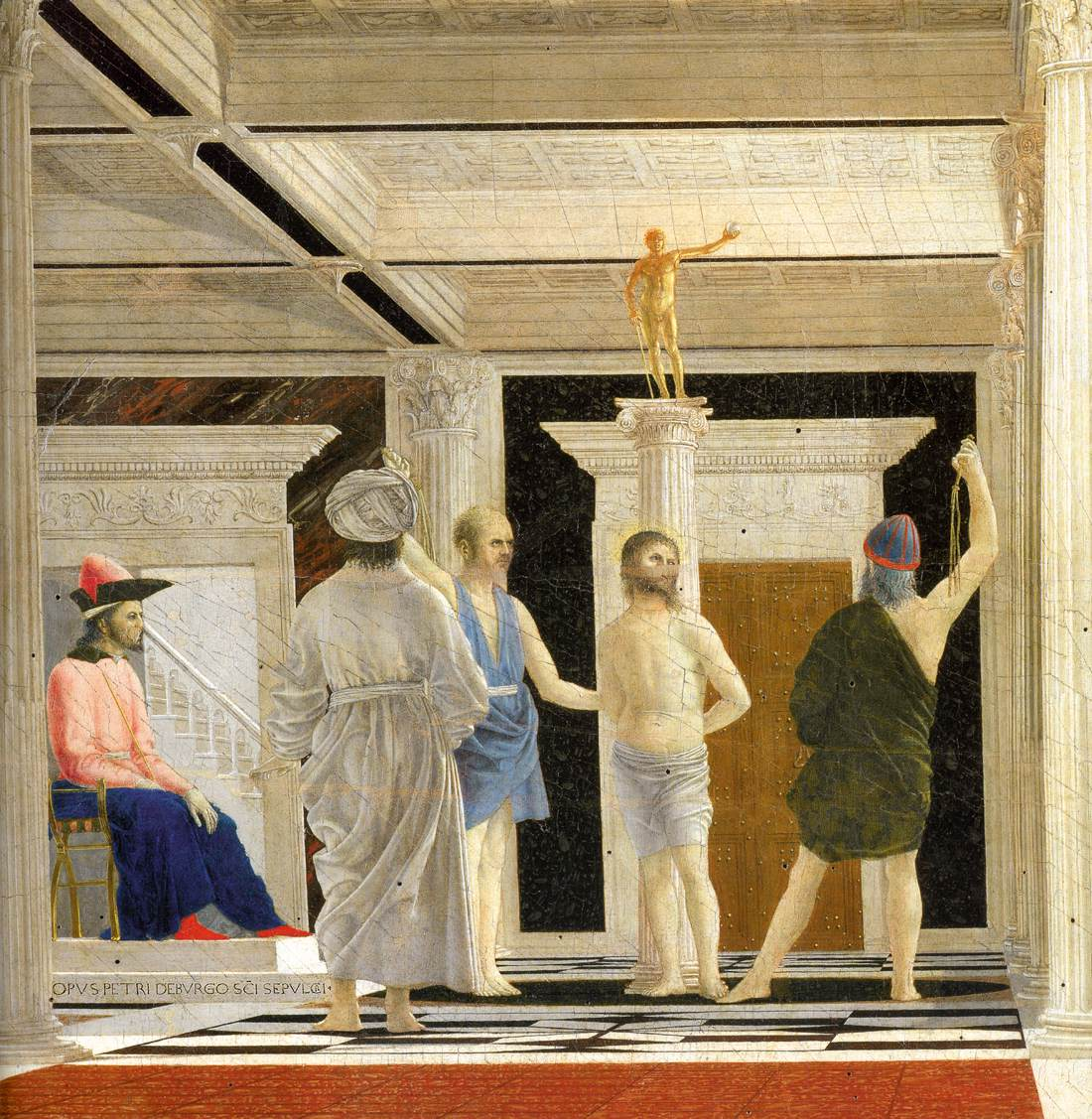
Particolare della Flagellazione di Piero della Francesca; secondo alcuni autori l'architettura dipinta è tratta dai disegni di Ciriaco dei Propilei di Atene
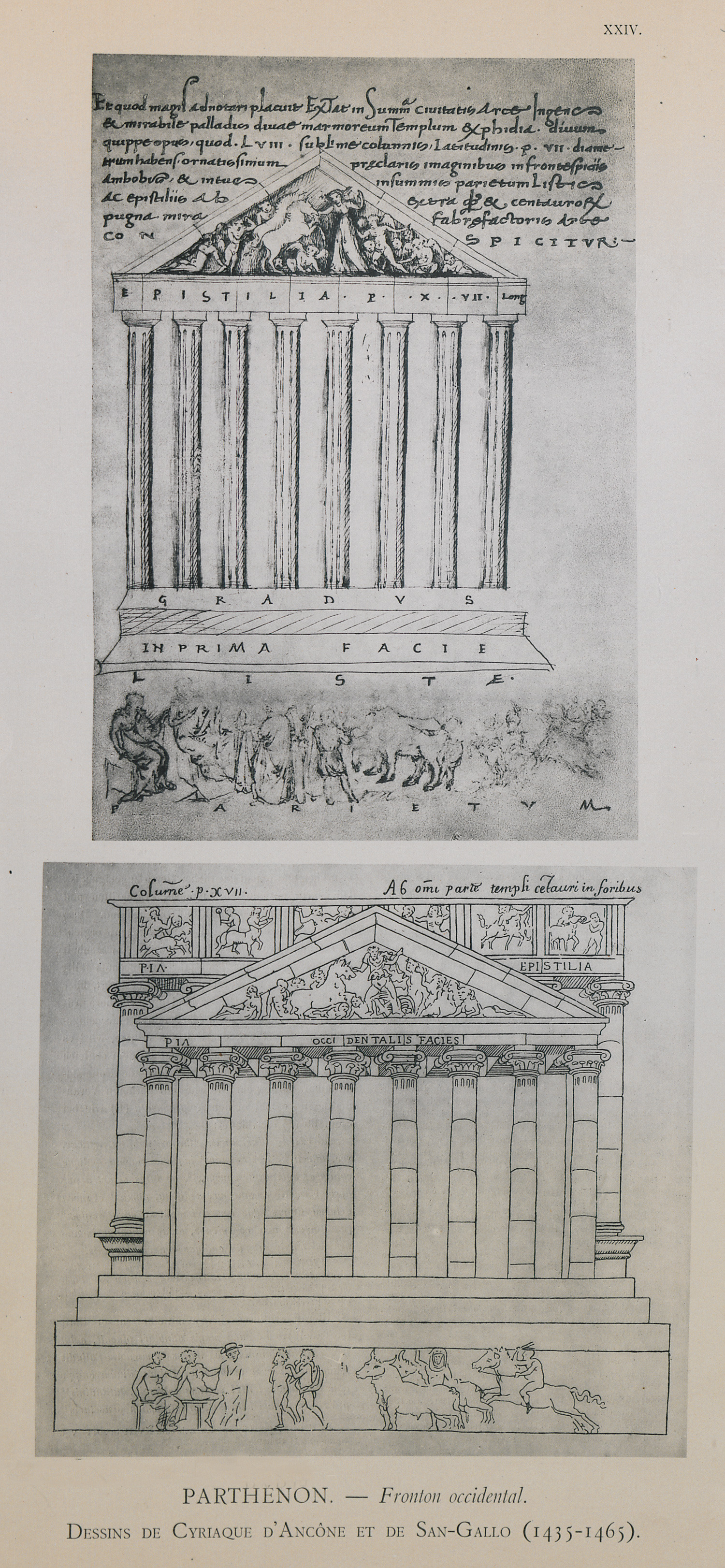
Copie dei disegni del Partenone tratte da quelli di Ciriaco: in alto di copista anonimo, in basso di Giuliano da Sangallo
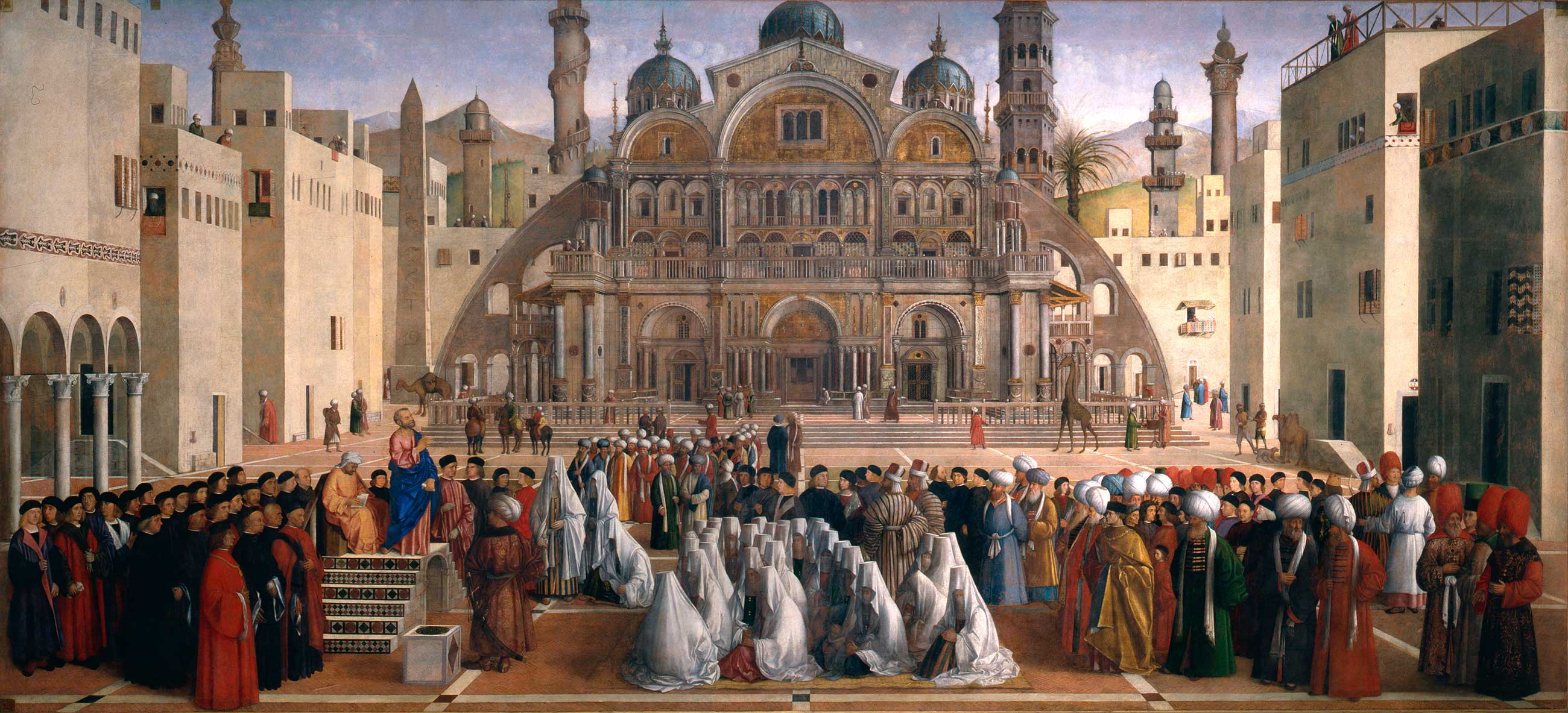
Predica di San Marco, di Gentile e Giovanni Bellini, che utilizzarono i disegni di Ciriaco per le architetture e per gli animali rappresentati

## Ciriaco e Dante

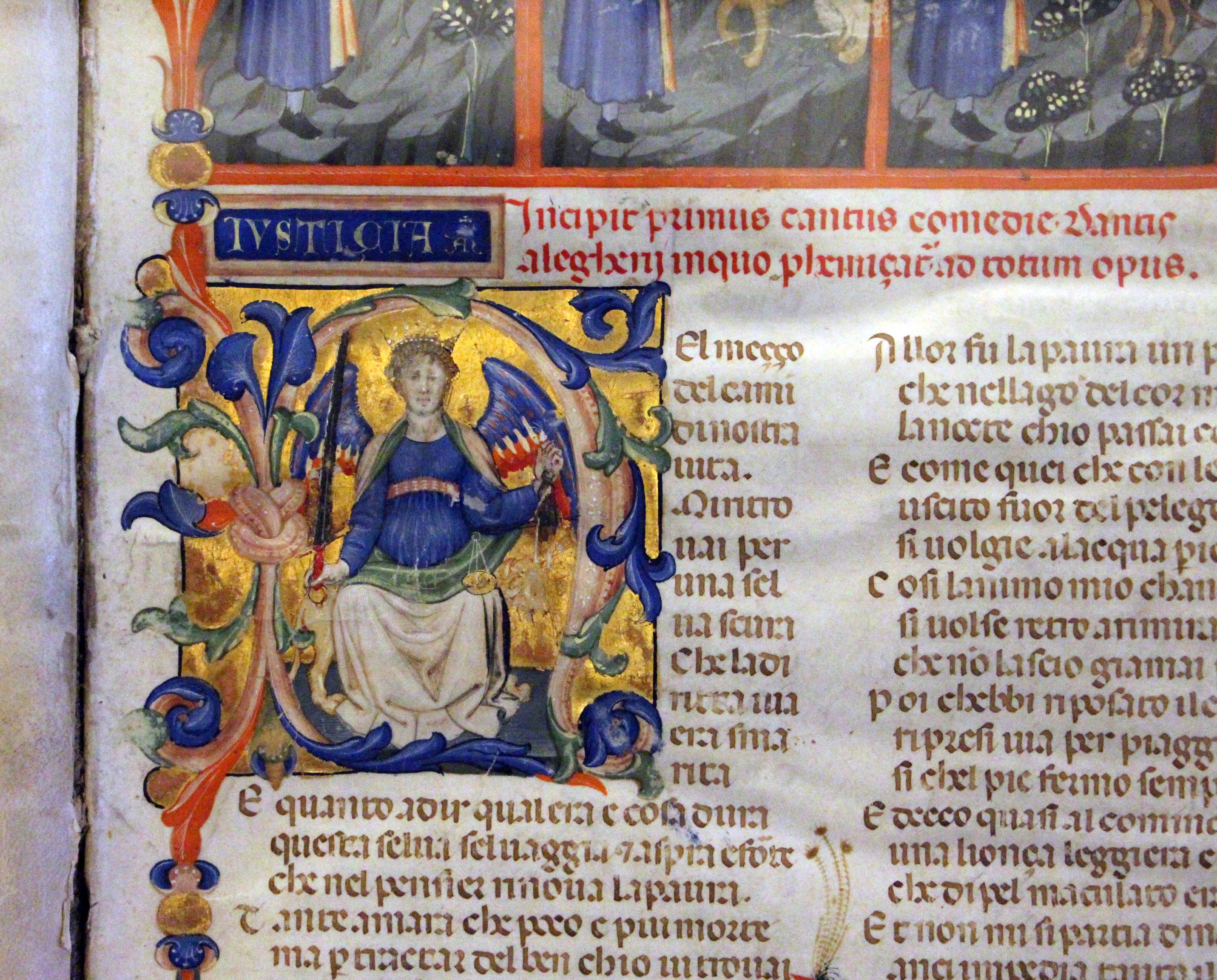
Particolare della prima pagina della Divina Commedia, in un manoscritto del XIV secolo

Ciriaco ebbe un ruolo importante anche per la storia della fortuna di Dante nel Quattrocento, perché ne affermò la grandezza durante il primo trentennio del secolo, anni in cui la fama del sommo poeta era oscurata quasi totalmente. Ciò era dovuto a due fattori: anzitutto gli umanisti predicavano la superiorità del latino sul volgare italiano utilizzato nella Divina Commedia; in secondo luogo a causa della diffusione, in ambito ecclesiastico, di un giudizio fortemente negativo nei confronti del recupero della tradizione classica da parte di Dante, considerata sacrilega. L'ultimo ad aver riconosciuto la grandezza di Dante era stato Leonardo Bruni, nel primo Dialogus, nel 1401.
Ciriaco, durante i tre anni circa che trascorse ad Ancona, prima di partire per la seconda serie di viaggi, si era dedicato alla lettura della Commedia, e insieme al suo maestro di latino Tommaso Seneca era solito leggere e commentarne i canti. Nei suoi scritti superstiti, Ciriaco cita la Divina Commedia una sola volta, nel 1423, ma con un'ammirazione vivissima, che contrasta con l'opinione negativa in quel tempo diffusa su colui che oggi è considerato il padre della lingua italiana. Ciriaco riconosce questo ruolo, chiamando Dante imperator materni eloquii, ossia "signore del materno eloquio". 
Ciriaco dunque si pone in netta controtendenza con l'opinione diffusa al suo tempo, durante il quale esisteva una schiera di detrattori di Dante, che lo accusavano di aver trasposto sacrilegamente i miti della religione pagana in quella cristiana, tanto da aver scelto come guida un poeta pagano, Virgilio. Le accuse a Dante e in genere all'Umanesimo erano basate anche sulle idee del cardinale domenicano Giovanni Dominici, che le aveva espresse nel suo Lucula noctis, del 1405. Ciriaco, invece, si schiera contro i nemici degli autori pagani, e cita Lattanzio, san Girolamo e sant'Agostino, che pur cristiani non avevano rinnegato i classici; riprende poi l'idea largamente diffusa nel Medioevo, secondo cui Virgilio, pur essendo stato pagano, era considerato un precursore del cristianesimo.
Ciriaco difese Virgilio e la grandezza di Dante, affermando che soltanto gente ignorante e pronta alla calunnia poteva mettere sotto accusa un poeta che canta, sotto il velo della finzione artistica, i misteri della fede cristiana (sacratissima divinarum rerum archana misteria honestissimo sub velamine fictionis). In queste ultime parole si ravvisano quelle di Dante: sotto 'l velame de li versi strani (Inferno, IX 63). Ciriaco, dunque, aveva ben presente l'oggetto della sua ammirazione.

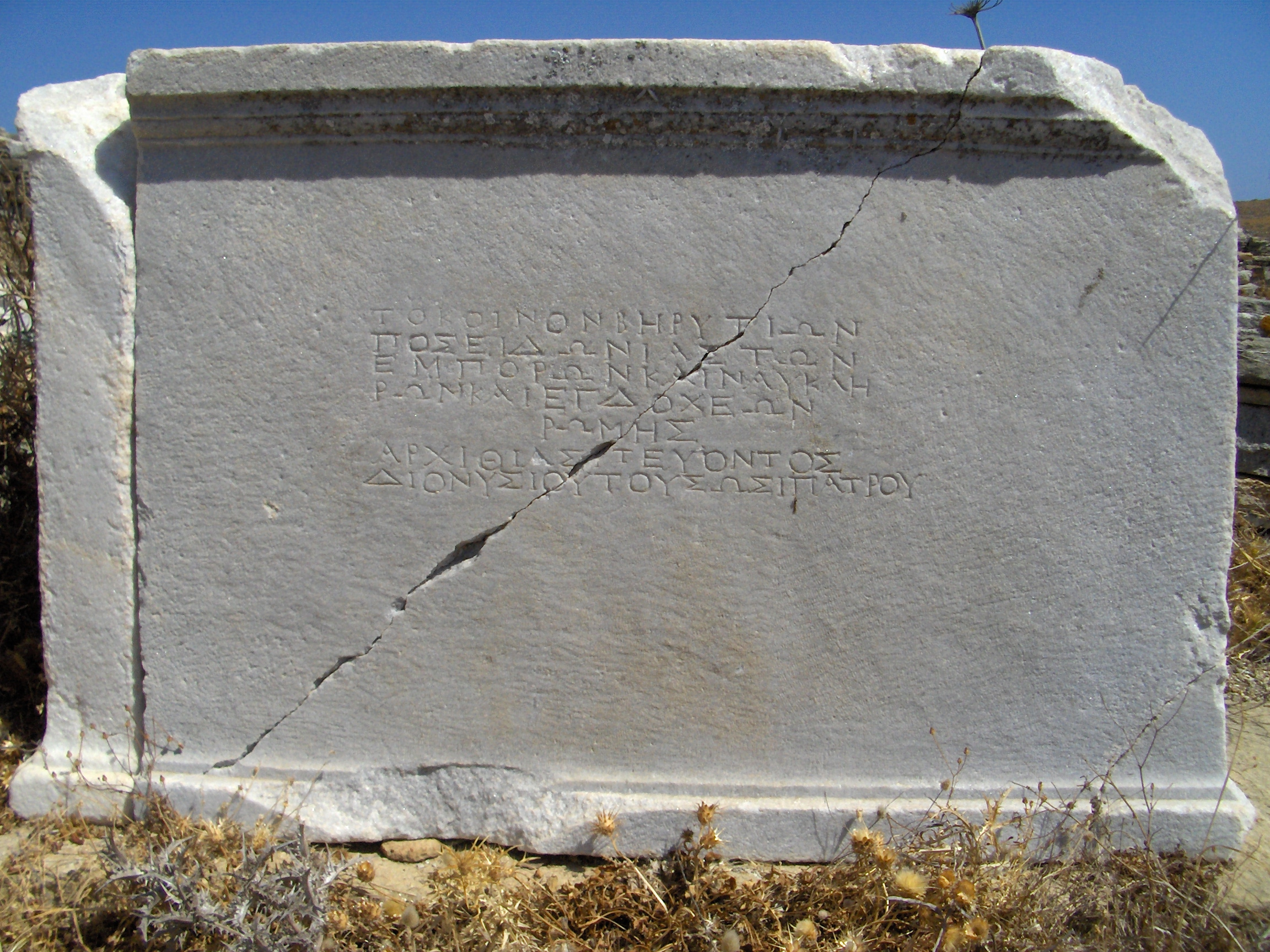
Un'iscrizione a Delo

## Ciriaco e l'epigrafia
Il lavoro di registrazione di epigrafi greche e latine di Ciriaco si stacca nettamente da quello dei suoi predecessori, sia per numero, sia per area geografica esplorata: egli trascrisse un numero di epigrafi circa dieci volte maggiore rispetto a coloro che lo avevano preceduto, e la vastità delle regioni da lui esplorate non ha ugualmente confronto.
I grandi storici ed epigrafisti ottocenteschi Theodor Mommsen e Giovanni Battista de Rossi, nel carteggio che tenevano durante la stesura del Corpus Inscriptionum Latinarum, definirono Ciriaco "il padre della nostra disciplina". In effetti le trascrizioni di Ciriaco sono ampiamente utilizzate in questo monumentale catalogo di iscrizioni e che solo grazie a lui possiamo leggere centinaia di iscrizioni greche e romane scomparse da secoli.

## Le opere di Ciriaco

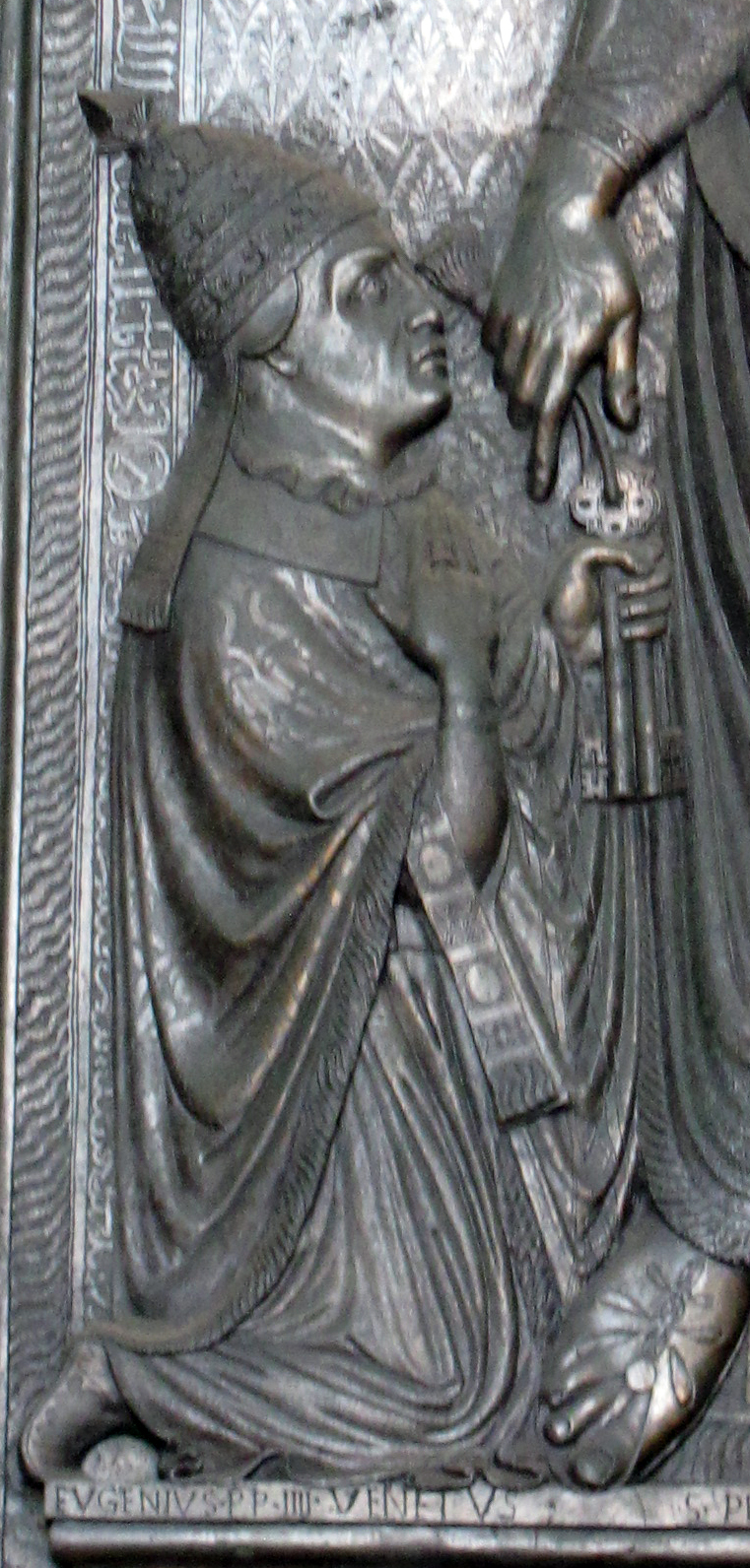
Papa Eugenio IV, a cui Ciriaco indirizzò il suo Itinerarium; qui è ritratto dal Filarete nella porta di San Pietro, in cui raffigurò anche Ciriaco d'Ancona e l'imperatore Sigismondo

Itinerarium (Kyriaci Anconitani Itinerarium)
È una lunga lettera scritta tra il 1441 e il 1442, indirizzata a papa Eugenio IV, che aveva rivestito la carica di legato pontificio della Marca d'Ancona e in quell'occasione aveva conosciuto Ciriaco. Il termine Itinerarium è un titolo tipico attribuito nel passato ai resoconti di viaggio. In questa missiva presenta il proprio modo di essere, descrivendo i propri interessi, e le sue esplorazioni. In quest'opera dichiara la propria volontà di salvare dall'oblio le testimonianze di un passato lontano e amato, pronto a lottare senza tregua contro l'opera distruttrice del tempo e degli uomini. L'opera continua descrivendo la propria partecipazione al Certamen coronarium, un concorso poetico in lingua volgare che si svolse a Firenze, durante il quale vari poeti declamarono i loro sonetti per aggiudicarsi una corona argentea di alloro. Inizia quindi la descrizione di un itinerario ideale tra le città italiane da lui visitate, descrivendone i monumenti antichi.
Commentaria (Antiquarium rerum commentaria)
Il primo nucleo dei Commentaria ebbe origine il 3 dicembre 1424 o 1425, quando Ciriaco andò a Roma, accolto per quaranta giorni nell'antica basilica di San Lorenzo in Damaso dal suo amico cardinale Condulmer, il futuro papa Eugenio IV. Cominciò allora a descrivere le testimonianze della Roma antica, ancora ben conservate, e a trascriverne le epigrafi. L'opera, in sei volumi, raccolse il copioso materiale che aveva raccolto nei suoi viaggi: testi di antiche lapidi, descrizioni e disegni di monumenti classici dei vari paesi del Mediterraneo. Fino al 1992 si riteneva che l'ultima copia fosse andata perduta, ma nuovi studi hanno mostrato che non è così. In ogni caso, molte pagine dei Commentaria sono arrivate a noi grazie agli appunti e alle copie di quanti poterono consultare i suoi lavori; in particolare si sono conservate in questo modo le pagine relative ai viaggi nel Peloponneso del 1447-1448, e dei viaggi in Grecia nel 1435-1437. Tra le pagine conservate, particolarmente importanti sono quelle del quattrocentesco "Codice Hamilton 254", conservato a Berlino nella Staatsbibliothek, in cui compare il più antico disegno del Partenone esistente.
Epigrammata reperta per Illyricum a Kyriaco Anconitano
È una descrizione delle epigrafi trascritte da Ciriaco durante i suoi viaggi in Dalmazia e Albania.
Epistolario
È prezioso per la corrispondenza con Francesco Filelfo, Ambrogio Traversari, Leonardo Aretino e altri umanisti e noti personaggi dell'epoca.
Nel 1532, a causa dell'incendio dell'archivio cittadino seguito alla perdita dell'indipendenza della Repubblica di Ancona, andò distrutta una serie di manoscritti donati da Ciriaco alla propria città natale.

### Appello per la ricerca delle opere di Ciriaco
Dal 13 al 14 marzo del 2000 ci fu, ad Ancona, un convegno dal titolo "Ciriaco d'Ancona e il suo tempo. Viaggi, commerci e avventure fra sponde adriatiche, Egeo e Terra santa", al quale parteciparono studiosi italiani e croati. Nel corso del convegno venne lanciato un appello, poi rinnovato al momento di pubblicarne gli atti. Se ne riporta qui il testo, votato all'unanimità da tutti i partecipanti:

### Il manoscritto deiCommentariadi Ciriaco non è andato perduto nell'incendio della biblioteca di Pesaro
L'appello per la ricerca delle opere di Ciriaco nacque anche da un fatto nuovo emerso pubblicamente sia durante il convegno del 2000 sia nel precedente convegno internazionale del 1992. Si credeva, sino ad allora, che l'ultimo manoscritto dei preziosi Antiquarium rerum commentaria  di Ciriaco fosse stato distrutto nel 1514 durante l'incendio della biblioteca di Giovanni Sforza signore di Pesaro. L'opera rappresenta il sunto di tutta l'infaticabile opera di ricerca del navigatore-archeologo e comprende inestimabili resoconti di viaggio, trascrizioni di epigrafi, rilievi di antichi monumenti e appassionate lettere ai potenti dell'epoca. Anche se ampi brani dell'opera si sono comunque conservati perché citati da altri autori, la perdita di un tale testo sarebbe stata comunque enorme.
Durante i due convegni si appurò anzitutto che il manoscritto dei Commentaria non è andato distrutto nell'incendio della biblioteca pesarese: quest'affermazione, diffusissima, in realtà deriva da una frase dallo studioso ciriacano Remigio Sabbatini, che leggendo l'elenco dei testi effettivamente andati bruciati a Pesaro aveva trovato il nome Cyriacus e aveva ipotizzato che potesse trattarsi di un autografo di Ciriaco d'Ancona. Quest'affermazione inopinatamente ebbe larghissimo seguito, ma non come ipotesi, quale era, bensì come fatto certo.
Inoltre, un manoscritto dei Commentaria è stato segnalato, e successivamente all'incendio di Pesaro, nella biblioteca di Angelo da Benevento, a Napoli, che era stato mostrato all'umanista Pietro Ranzano come il testo più prezioso della collezione. Copie non ancora identificate potrebbero quindi essersi conservate. Pietro Ranzano, nei suoi Annales omnium temporum, si dichiara orgoglioso di aver conosciuto Ciriaco, sia pure in gioventù, quando era ancora uno studente, a Perugia.
Ecco il motivo dell'appello del 2000 durante il quale si auspicava l'avvio di un'attività di ricerca nelle biblioteche italiane ed estere che custodiscono manoscritti cinquecenteschi, per ritrovare copie del prezioso testo del Pizzecolli.

## Ciriaco nell'arte

### "Gioco delle maschere dei geni" (romanzo)

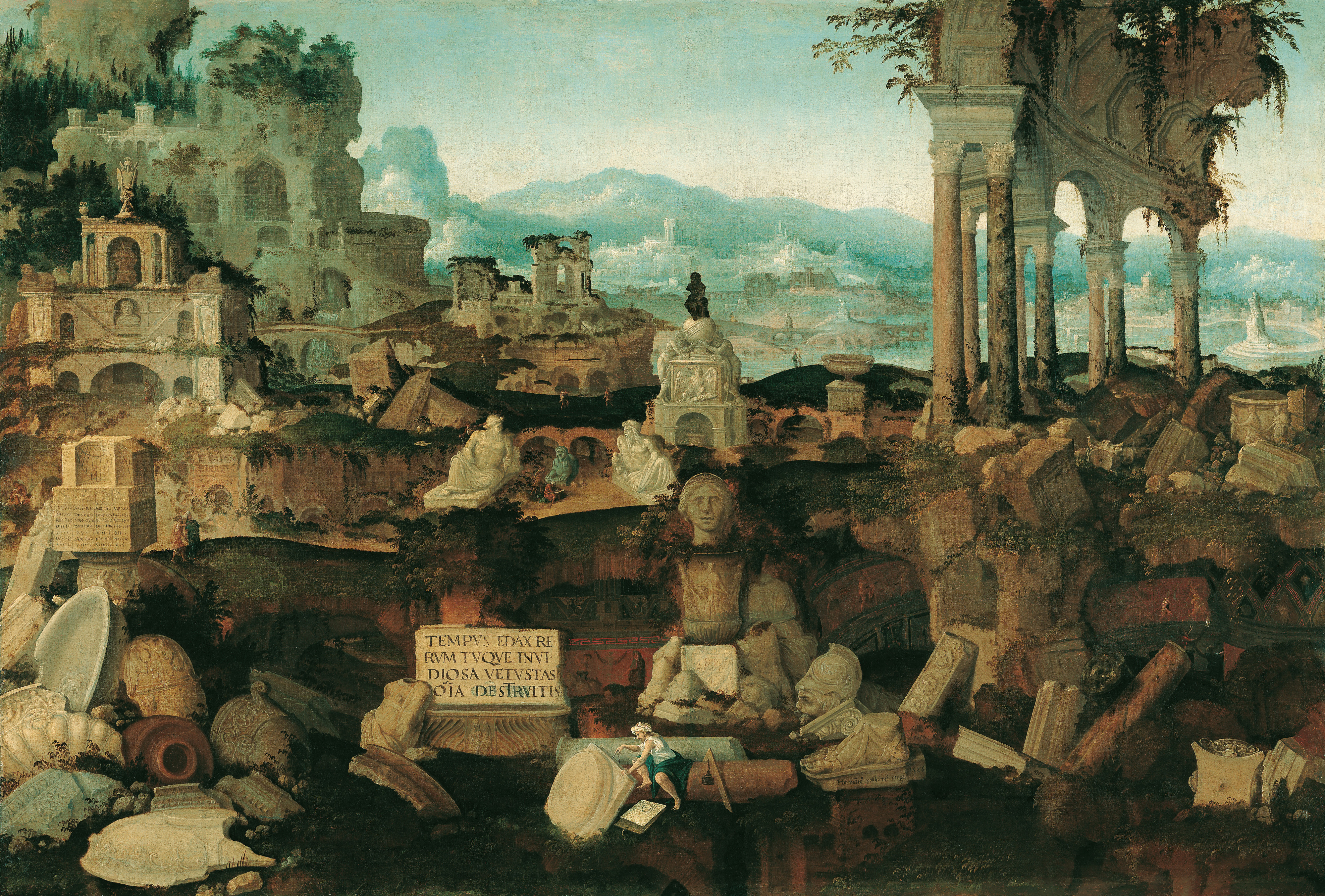
Herman Posthumus, Tempus edax rerum ("Il tempo divoratore delle cose" - 1536) - al centro di tutta la scena, un presunto ritratto di Ciriaco. Liechtenstein Museum, Vienna

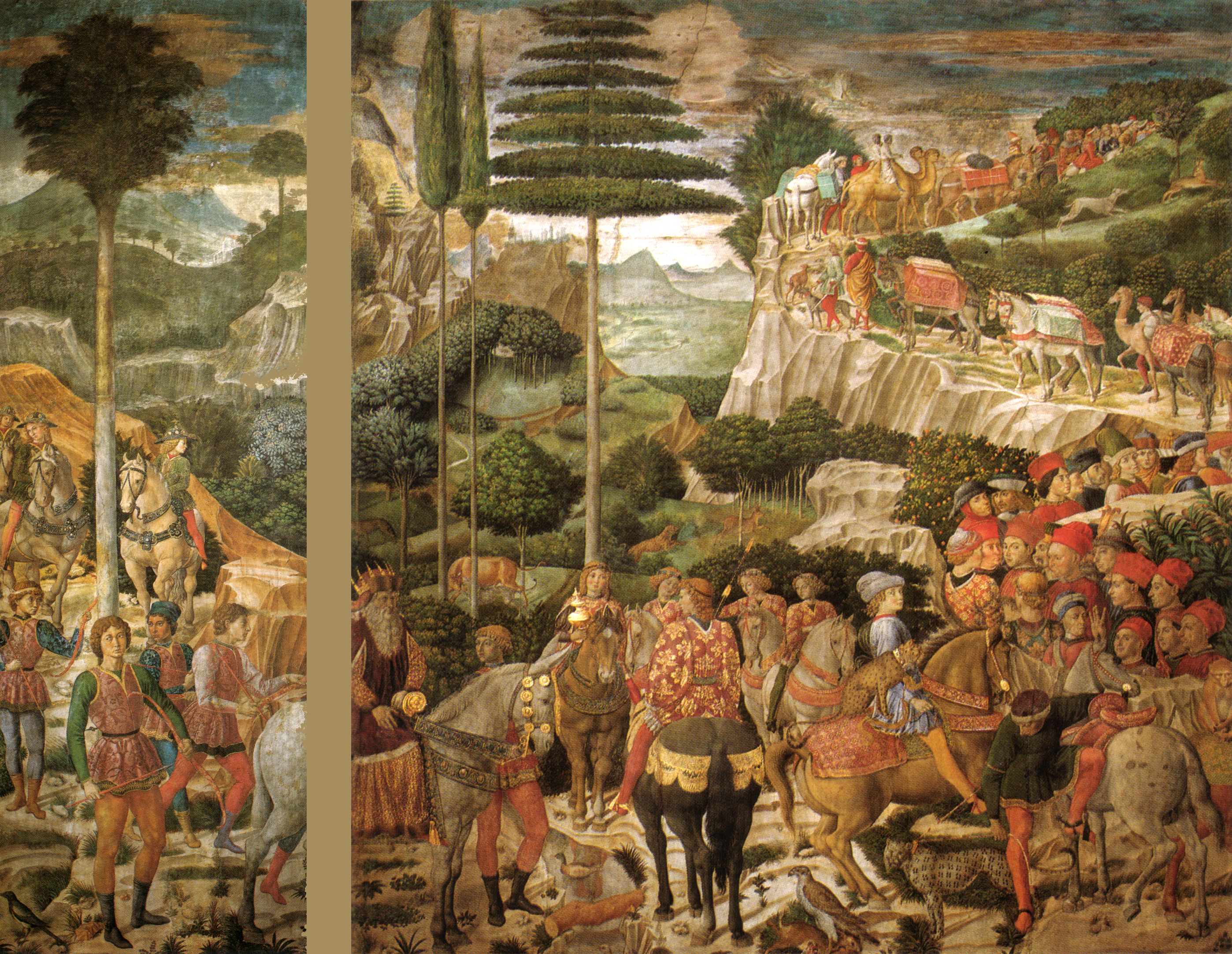
La parete ovest della Cappella dei Magi, ove Benozzo Gozzoli dipinse i più noti umanisti della sua epoca, tra cui Ciriaco. Palazzo Medici Riccardi, Firenze

Ciriaco d'Ancona è il protagonista di un romanzo di argomento fantastico dell'austriaco Fritz von Herzmanovsky-Orlando, pubblicato postumo nel 1958: Maskenspiel der Genien ("Gioco delle maschere dei geni"). L'autore fonde il mondo mitico greco con un bizzarro paese dei sogni, in cui il destino dell'eroe del romanzo è segnato dall'apparizione di enigmatiche e affascinanti figure di sfinge, che indossano maschere sempre nuove.

### Ciriaco e il futurista georgiano Iliazd
Nel 1964, il futurista georgiano Iliazd (pseudonimo di Ili'a Mihailovič Zdaveč) era un ammiratore di Ciriaco e decise di mettersi in viaggio seguendo le sue orme; navigò lungo la costa greca e raggiunse Creta, dove vide e misurò i monumenti dell'isola, annotando i dati raccolti in un diario di viaggio, come era solito fare l'anconitano.

### "Il viaggiatore" (Paesaggi fantastici)
Valeriano Trubbiani ha dedicato a Ciriaco d'Ancona una serie di dodici pirografie, dedicate ai viaggi di Ciriaco, con titoli in latino medievale: Cyriacus visit Aegiptum; Volans Cyriacus, visit Roman et pontificem salutat; Cyriacus Sena occurrit imperatori Sigismundo Luxemburgensi; Bellicosus Cyriacus visit Graeciam; Costantinopolis: Cyriacus de venatu disputat cum Paleologo Imperatore; Cyriaco d'Anchona Anconam salutat; Cyriacus visit Berytum; Anchonam redit Cyriacus cum romanis statuis aureis; Cyriaco d'Anchona navigandi et transeundi; Solitarius Cyriacus in ultimum-longum iter; Pharus illuminat classem Cyriaci; Cum vulpe Cyriacus delineat Sanctam Mariam Arundineti.

### "Il giuramento di Ciriaco" (film documentario)
Nel 2022 è uscito nelle sale il film documentario Il giuramento di Ciriaco, del regista andorrano Olivier Bourgeois, che racconta l'eroismo di coloro che, durante la guerra civile siriana, si impegnarono per ridurre i danni al patrimonio culturale del paese e salvare le collezioni archeologiche del Museo Nazionale di Aleppo. Il titolo fa riferimento al missione che Ciriaco si era scelto: votare tutto sé stesso per salvare le antichità condannate a scomparire, proprio ciò che hanno fatto i protagonisti del film. Il "giuramento di Ciriaco", riferito agli archeologi, dunque, si pone in parallelo con il giuramento di Ippocrate dei medici.

### Ritratti di Ciriaco

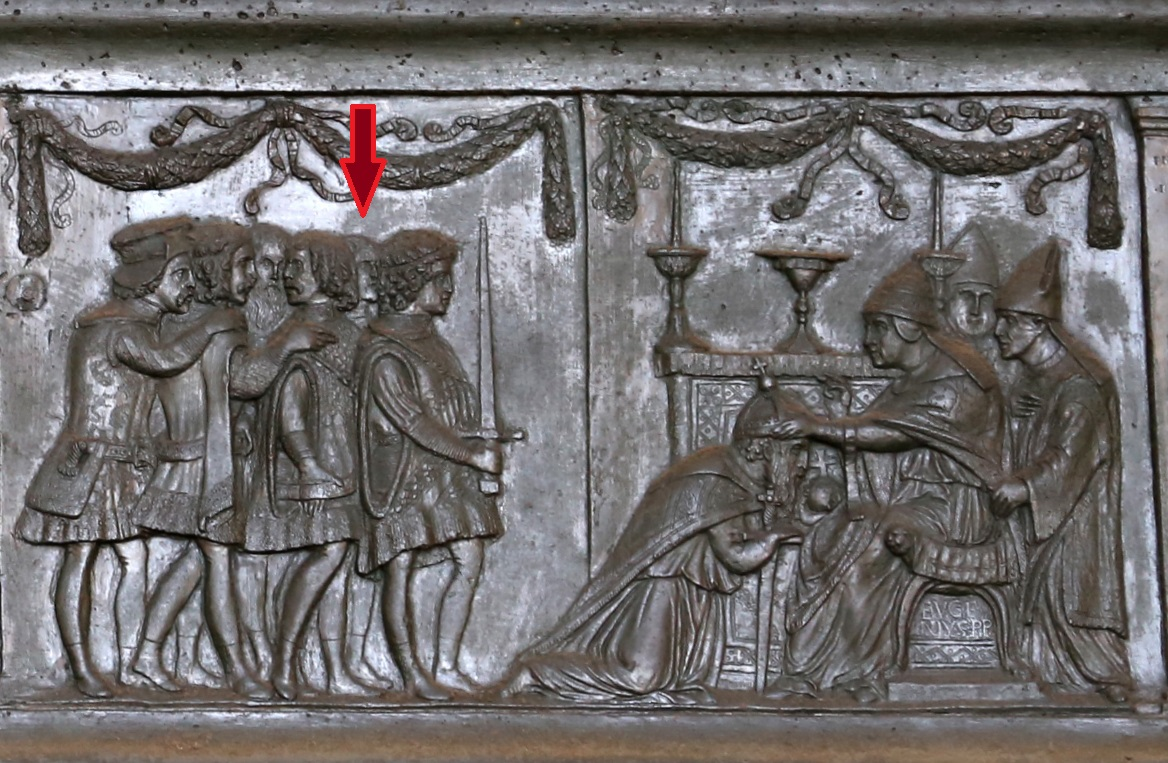
Porta del Filarete, Basilica di San Pietro, Roma - presunto ritratto di Ciriaco d'Ancona, tra i personaggi del seguito dell'imperatore Sigismondo di Lussemburgo, mentre viene incoronato da papa Eugenio IV nella Pentecoste del 1433. Ciriaco faceva parte del seguito di Sigismondo, lo aveva accompagnato a vedere le antichità di Roma e lo aveva sollecitato affinché fornisse aiuto alla città di Costantinopoli assediata dagli Ottomani.

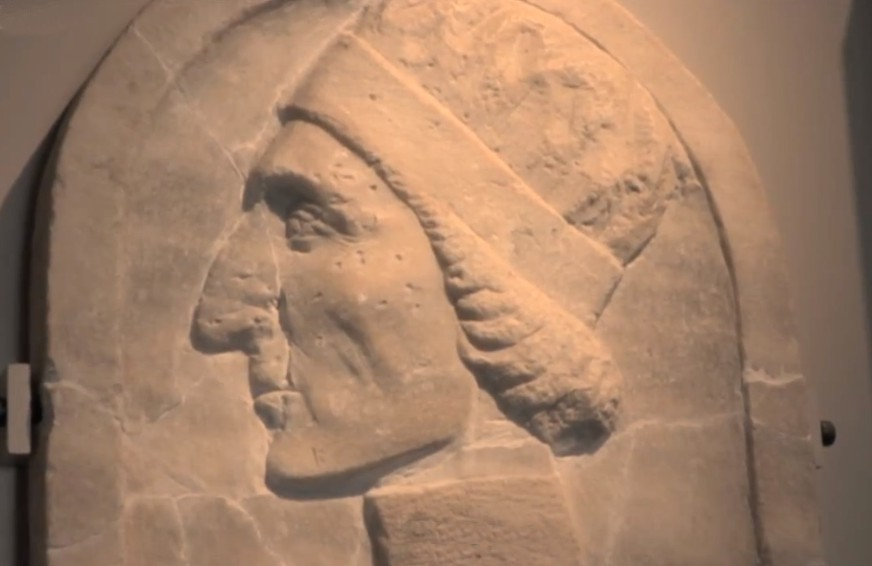
Presunto ritratto di Ciriaco d'Ancona (XV secolo, Museo della città, Ancona)

In Ancona, al Museo della città, si trova un bassorilievo di ignoto del XV secolo in cui, secondo alcuni autori, è ritratto Ciriaco.
Il 6 gennaio 2011 è stato riconosciuto come un ritratto di Ciriaco, un personaggio dell'affresco di Benozzo Gozzoli, "La cavalcata dei Magi", situato a Firenze, nella cappella dei Magi di Palazzo Medici Riccardi (parete ovest). In questo dipinto Ciriaco è affiancato da altri famosi umanisti con i quali era in rapporti di amicizia, come Gemisto Pletone e Marsilio Ficino. Il soggetto religioso, infatti, fa da pretesto per rappresentare tutta una serie di ritratti di famiglia e di personaggi politici del tempo convenuti a Firenze per il concilio che doveva trattare l'unione tra la Chiesa cattolica e la Chiesa ortodossa, al quale Ciriaco aveva partecipato.
Un terzo presunto ritratto di Ciriaco è scolpito nella porta del Filarete, tra i personaggi del seguito dell'imperatore Sigismondo, nella scena della sua incoronazione da parte di papa Eugenio IV.
Un quarto ritratto è stato identificato nel dipinto del 1536 Tempus edax rerum ("Il tempo divoratore delle cose"), del pittore rinascimentale olandese Herman Posthumus; titolo alternativo è Paesaggio con rovine. In questo dipinto, al centro di un paesaggio costellato da rovine delle civiltà passate, si erge un busto marmoreo di Ciriaco, visto frontalmente, quasi a sfidare lo scorrere del tempo. Nel dipinto, metafora dell'archeologia; compare un'iscrizione con le parole di Ovidio tempus edax rerum tuque invidiosa vetustas o[mn]ia destruxistis, ossia "Il tempo divoratore delle cose e tu, odiata vecchiaia, avete distrutto tutto".

## Antologia critica
(R. Bianchi Bandinelli, M. Pallottino, E. Coche de la Ferté, Enciclopedia dell'Arte Antica Treccani, voce Archeologia)
(Enciclopedia Treccani di scienze, lettere ed arti, volume 19, edito nel 1933, voce Italia)
(Luigi Michelini Tocci, Enciclopedia Dantesca Treccani, voce  Ciriaco d'Ancona)
(Moreno Neri, Ciriaco d'Ancona, un viaggiatore tra antiquaria e tradizione)

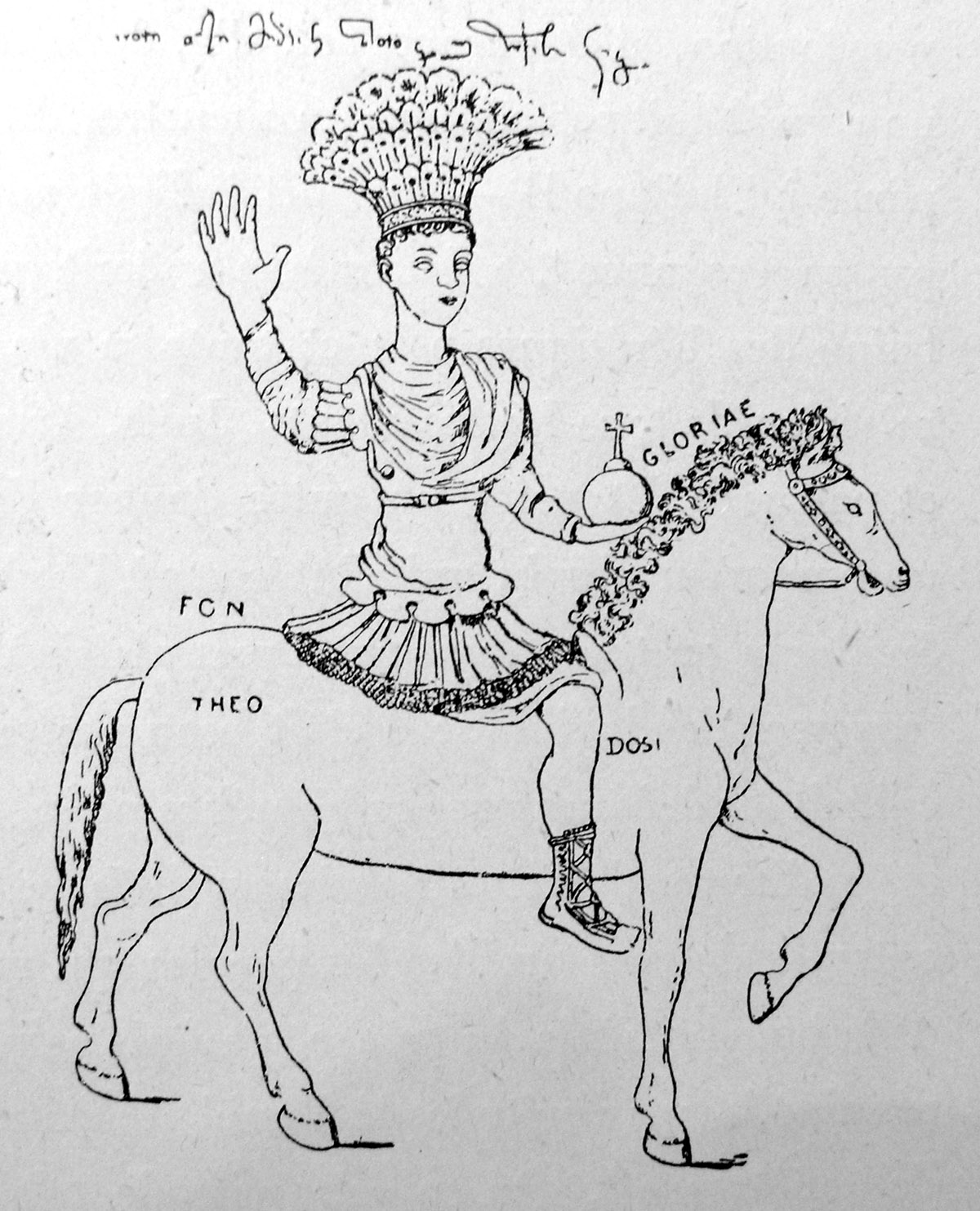
Statua equestre della Colonna di Giustiniano, forse disegno di Ciriaco

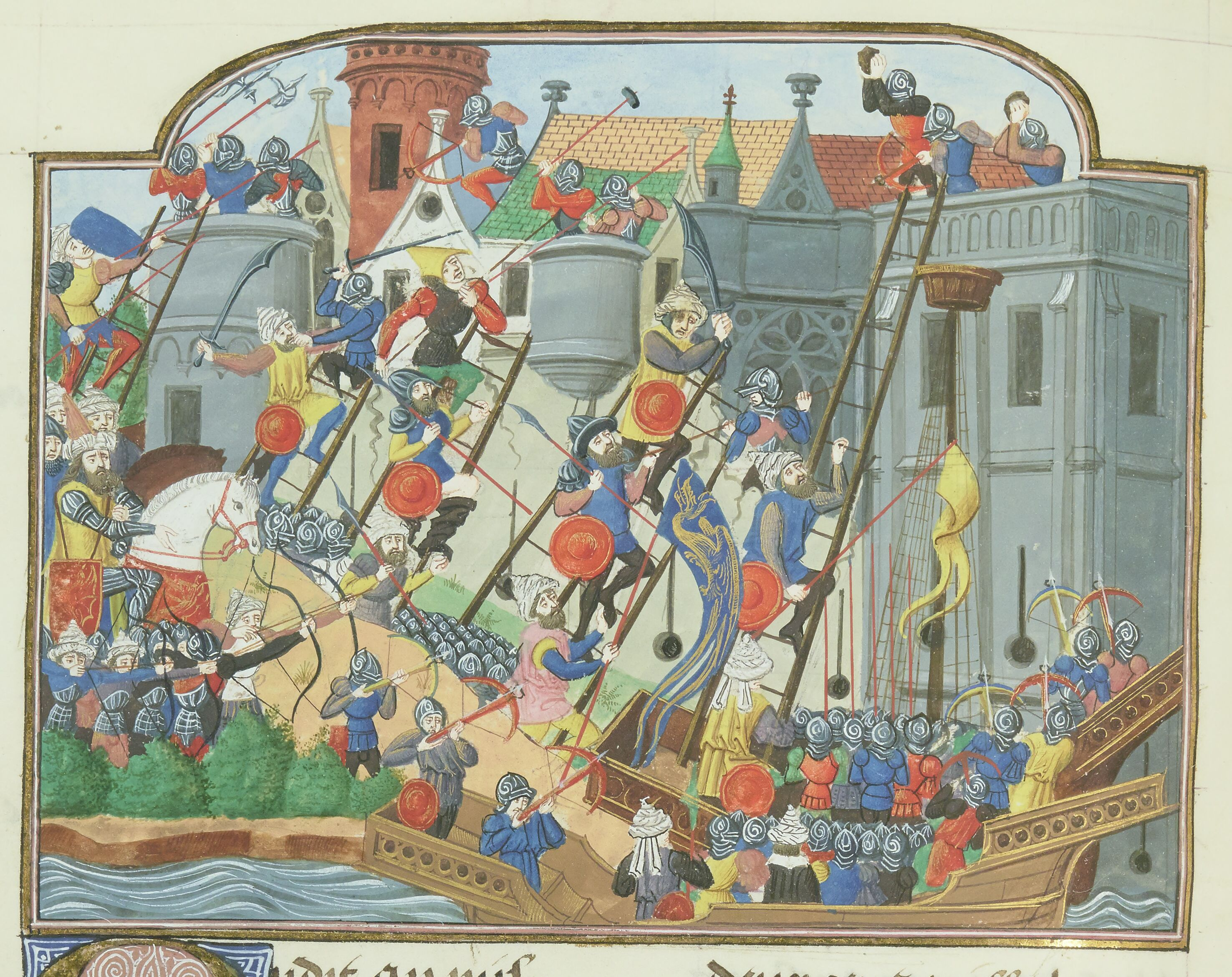
L'assedio di Costantinopoli, da Chronique de Charles VII di Jean Chartier

(Remigio Sabbadini, Miscellanea Ceriani)
(Aristide Calderini, Nel V centenario della morte di Ciriaco d'Ancona)
(Edward W. Bodnar, Later travels, with Clive Foss)
(Valentino Nizzo, Prima della Scuola di Atene: alle origini dell’“archeologia” italiana in Grecia, supplemento di Forma Urbis, vol. XV n. 4, 2010, edito in occasione dei cento anni della Scuola Archeologica Italiana di Atene (1910-2010))

## Opere
In questa sezione si elencano le principali edizioni moderne delle opere di Ciriaco. L'elenco completo è presente in Archivio digitale della cultura medievale - Digital Archives for Medieval Culture, scheda Cyriacus Anconitanus.
- Ciriaco d'Ancona Inscriptiones: seu Epigrammata græca et latina reperta per Illyricum a Cyriaco Anconitano apud Liburniam, designatis locis, ubi quæque inventa sunt cum descriptione itineris. Edizione a stampa: Roma, 1664.
- Ciriaco d'Ancona Commentariorum Cyriaci Anconitani nova fragmenta notis illustrata. Edizione a stampa: (a cura di Annibale degli Abbati Olivieri-Giordani) In aedibus Gavenelliis, 1763.
- Ciriaco d'Ancona Lettere inedite. Edizione a stampa: Flori e Biagini, 1896.
- Ciriaco d'Ancona Itinerarium. Edizioni a stampa:
  - a cura di L. Mehus, Firenze, 1742;
  - ristampa anastatica del precedente, Forni Editore, Bologna 1969;
  - a cura di Patrizia Bossi, Messina, 1996.
- (EN) Edward W. Bodnár (con Clive Foss) (a cura di) Cyriac of Ancona: Later Travels ("Ciriaco d'Ancona: gli ultimi viaggi"), Harvard University Press, 2004. ISBN 9780674007581 (il volume presenta le lettere e le pagine dei Commentaria dal 1443 a 1449).
- (EN) Charles Mitchell, Edward W. Bodnár, Clive Foss (a cura di) Life and Early Travels, Harvard University Press, 2015. ISBN 9780674599208 (il volume presenta le lettere e le pagine dei Commentaria fino al 1443, oltre che la biografia scritta dal contemporaneo Francesco Scalamonti)

### Saggi in italiano
- Francesco Scalamonti, Vita di Ciriaco Anconitano tratta da un codice trevigiano e data alle stampe da Giuseppe Colucci nel 1792 (Francesco Scalamonti era contemporaneo di Ciriaco e ne scrisse la prima biografia).
- Medardo Morici, Lettere inedite di Ciriaco D’Ancona: 1438-1440, Flori e Biagini, Pistoia, 1896.
- Christian Hülsen, La Roma antica di Ciriaco d'Ancona, E. Loescher (W. Regenberg), 1907.
- Bertalot, Ludwig e Campana, Augusto, Gli scritti di Iacopo Zeno e il suo elogio di Ciriaco d’Ancona in La bibliofilia, XLI (disp. 9), Leo S. Olschki, Firenze, 1939 (pp. 356-376).
- Aristide Calderini, Nel V centenario della morte di Ciriaco d’Ancona, in Atti e memorie della Deputazione di storia patria per le Marche, vol. 7., serie 7, 1952
- Roberto Weiss, Ciriaco d’Ancona in Oriente in: Venezia e l’Oriente fra tardo Medioevo e Rinascimento, a cura di A. Pertusi, Sansoni, Venezia, 1966 (pp. 323-337).
- Mario Luni, Ciriaco d'Ancona e Flavio Biondo: la riscoperta dell'antico a Urbino nel Quattrocento, in P. Dal Poggetto, Piero della Francesca e Urbino, Venezia 1992 (pp. 41–47).
- Giuseppe Ragone, Umanesimo e ‘filologia geografica’: Ciriaco d’Ancona sulle orme di Pomponio Mela in: Geographia Antiqua, voll. 3-4 (1994-95), Olschki, Firenze, 1995.
- Marcello Ciccuto, L'odeporica di Ciriaco d'Ancona fra testi e immagini, in: Luigi Monga (a cura di) L'odeporica / Hodoeporics: On Travel Literature, Chapel Hill, NC, (pp. 176-82) 1996.
- Gianfranco Paci, Sergio Sconocchia (a cura di) Ciriaco d'Ancona e la cultura antiquaria dell'Umanesimo (Atti del convegno internazionale di studi del febbraio 1992), Diabasis, 1998 - ISBN 9788881030316.
- Girolamo Tiraboschi, Vita di Ciriaco d’Ancona, Fondazione Cassa di Risparmio di Verona, Vicenza, Belluno e Ancona, editore Alessandro Zanella, 2001.
- Giuseppe A. Possedoni (a cura di), Ciriaco d'Ancona e il suo tempo (Atti del convegno internazionale di studi del marzo 2000, organizzato dal Centro studi oriente-occidente), edizioni Canonici, 2002 - ISBN 8881030314
- Bianca Maria Giannattasio, L'antiquaria e l'archeologia: mercanti e banchieri, curiosi e raccoglitori, ladri e uomini di scienze, in: Dino Puncuh (a cura di). Storia della cultura ligure, Atti della società ligure di storia patria, Nuova Serie – Vol. XLV (CXIX) Fasc. II, Genova, 2005.
- Stefano G. Casu, Attinenze albertiane nelle frequentazioni antiquarie di Ciriaco d'Ancona, in: Alberti e la cultura del Quattrocento. Atti S. 467-494, 2007.
- Filippo Di Benedetto, Ciriaco d’Ancona visita Micene, Firenze University Press, 2012. ISSN 0391-2698 (WC · ACNP)
- Maurizio Landolfi, Ciriaco d'Ancona: uomo dell'umanesimo, viaggiatore, mercante e padre dell'archeologia, in: L'agorà della cultura S. 100-105, 2013.
- Giorgio Mangani, Il vescovo e l'antiquario, Il Lavoro Editoriale, 2016.
- Giorgio Mangani, Ciriaco d'Ancona e l’invenzione della tradizione classica, in Francesco Calzolaio, Erika Petrocchi, Marco Valisano, Alessia Zubani (a cura di), In limine - Esplorazioni attorno all’idea di confine, Venezia, Edizioni Ca’ Foscari, 2017.
- Leonardo Quaquarelli, Ciriaco d'Ancona e Rimini, in: Gli antichi alla corte dei Malatesta, Jouvence, Milano, 2018. ISBN 9788878016057

### Saggi in altre lingue
- (EN) Paul MacKendrick, A Renaissance Odyssey: the life of Cyriac of Ancona, in Classica et Medievalia, 13, 1952 (pp. 131-145).
- (FR) Carel Claudius van Essen, Cyriaque d'Ancône en Egypte ("Ciriaco d'Ancona in Egitto"), Noord-Hollandsche Uitg. Mij., 1958.
- (EN) Edward W. Bodnár, Cyriacus of Ancona and Athens ("Ciriaco d'Ancona e Atene"), Latomus, 1960.
- (EN) Edward W. Bodnár, Charles Mitchell, Cyriacus of Ancona's journeys in the Propontis and the Northern Aegean, 1444-1445 ("Il viaggio di Ciriaco d'Ancona in Propontide e nell'Egeo settentrionale") American Philosophical Society, 1976.
- (EN) Phyllis Williams Lehmann, Cyriacus of Ancona's Egyptian Visit and Its Reflections in Gentile Bellini and Hyeronymys Bosch ("Il soggiorno di Ciriaco d'Ancona in Egitto e le sue influenze in Gentile Bellini e in Hyeronymys Bosch"), J.J. Augustin., 1977.
- (FR) Jean Colin, Cyriaque d'Ancône: humaniste, grand voyageur et fondateur de la science archéologique ("Ciriaco d'Ancona: umanista, grande viaggiatore e fondatore della scienza archeologica"), Maloine, 1981.
- (EN) Beverly Brown e Diane E. E. Kleiner, Giuliano da Sangallo's Drawings after Cyriaco d'Ancona: Transformations of Greek and Roman Antiquities in Athens ("I disegni di Giuliano da Sangallo tratti da Ciriaco d'Ancona: trasformazioni delle antichità greche e romane di Atene"), in Journal of the Society of Architectural Historians, #42: 4, pp. 321-335, 1983.
- (EN) Christine Smith, Cyriacus of Ancona's Seven Drawings of Hagia Sophia ("Sette disegni di Santa Sofia di Ciriaco d'Ancona"), in The Art Bulletin #69: 1: pp. 16-32, 1987.
- (HR) Stanko Kokole, Ciriaco d'Ancona v Dubrovniku: renesancna epigrafika, archeologija in obujanie antike v humanisticnem okolju mestne drzavice sredi petnajstega stoletja ("Ciriaco d'Ancona a Ragusa: epigrafia rinascimentale, archeologia e rinascita dell'antico nell'ambiente umanistico dello Stato locale alla metà del Quattrocento"), in "Arheoloski vestnik", volume 41, n. 1, 1990.
- (EN) Stanko Kokole, Cyriacus of Ancona and the Revival of Two Forgotten Ancient Personifications in the Rector's Palace of Dubrovnik ("Ciriaco d'Ancona e la rinascita di due antiche personificazioni dimenticate nel Palazzo dei Rettori di Ragusa"), in Renaissance Quarterly #49, 2, pp. 225-267, 1996.
- (LA) Francesco Scalamonti, Vita Kyriaci Anconitani ("Vita di Ciriaco anconitano"), edizione critica e traduzione di Charles Mitchel & Edward W. Bodnar. Transactions of the American Philosophical Society #86:4, 1996.
- (EN) Edward W. Bodnár, con Clive Foss (a cura di) Cyriac of Ancona: Later Travels ("Ciriaco d'Ancona: gli ultimi viaggi"), Harvard University Press, 2004. ISBN 9780674007581 (il volume presenta le lettere e i diari di Ciriaco dal 1443 a 1449).
- (DE) Angelika Geyer, Kiriacus von Ancona oder die Anfänge der moderner Archeologie ("Ciriaco d'Ancona o la nascita della moderna archeologia"), Boreas 26, 2003.
- (EN) Marina Belozerskaya, A Renaissance merchant and the birth of Archaeology - To Wake the Dead ("Un mercante rinascimentale e la nascita dell'archeologia - svegliare il morto"), introduzione di Diana Gilliland, W. W. Norton & Company, 2009. ISBN 9780393349627.
- (DE) Andreas Grüner, Archäologie als Kapital. Die medialen Strategien des Cyriacus von Ancona ("Archeologia come capitale. Le strategie mediatiche di Ciriaco d’Ancona"), in: Münchner Jahrbuch der bildenden Kunst Bd. 63 (2012) S. 7-36, 2012.
- (EN) Charles Mitchell, Edward W. Bodnár, Clive Foss (a cura di) Life and Early Travels ("Vita e primi viaggi"), Harvard University Press, 2015. ISBN 9780674599208 (il volume presenta le lettere e i diari di Ciriaco fino al 1443, oltre che la biografia scritta dal contemporaneo Francesco Scalamonti)
- (DE) Michail Chatzidakis, Ciriaco d'Ancona und die Wiederentdeckung Griechenlands im 15. Jahrhunders ("Ciriaco d'Ancona e la riscoperta della Grecia nel XV secolo"), Petersberg, Franz Philipp Rutzen - Magonza, Michael Imhof Verlag, 2017. ISBN 9783731904908. Il testo fa parte di una collana interamente dedicata al recepimento del mondo antico in età moderna, significativamente intitolata Cyriacus.
- (TR)  Nurettin Koçhan, Ahmet Tercanlioğlu, Anconali Cyriacus’un Kyzikos antik kenti gezileri ("Viaggi nell'antica città di Cizico di Ciriaco d’Ancona"), in: Yüzyil seyyahlarinin yazmalarinda Kyzikos Hadrian tapinaği ("Il tempio di Adriano di Cizico negli scritti dei viaggiatori del XV secolo"), Route Educational and Social Science Journal, volume 4(8), 2017.
- (EN) Lillian Datchev, Ciriaco d'Ancona and the Origins of Epigraphy ("Ciriaco d'Ancona e le origini dell'epigrafia"), in Renaissance Quarterly 76.2, 2023 (pp. 1-53).